# Plouray
Plouray [pluʁɛ], ou Plourae en breton, est une commune française située dans le département du Morbihan, en région Bretagne. Elle fait partie du Pays du Roi Morvan et culturellement du « Bro Pourlet » (pays de Guéméné). On y portait auparavant le costume aux mille boutons, nom donné surtout à la tenue des femmes.

## Géographie

### Situation
Plouray est une commune rurale du nord-ouest du département du Morbihan appartenant à la communauté de communes du Pays du Roi Morvan. Par ses traditions, elle appartient au Pays Pourlet et à la Basse-Bretagne. Le bourg de Plouray est excentré au nord-ouest de la commune. Il est situé à l'intersection des axes routiers Rostrenen-Le Faouët (départementale 790) et Gourin-Guémené-sur-Scorff (départementale 1) et à 12 kilomètres au sud-ouest de Rostrenen et à 40 kilomètres au nord-ouest de Pontivy.
| - Plouray et les communes limitrophes. - Plouray dans son environnement géographique. |

| Glomel    | Glomel        | Mellionnec |
| Langonnet | Plouray       | Ploërdut   |
| Priziac   | Saint-Tugdual | Ploërdut   |

### Relief et hydrographie
Située sur le versant sud de la ligne de crête principale des montagnes Noires, la commune est vallonnée et l'altitude varie entre 170 mètres et 296 mètres. Une ligne de crête séparant les bassins versants de l'Ellé et de l'Aër traverse la commune suivant un axe sud-ouest/nord-est. Elle culmine à 296 mètres d'altitude au voisinage du village de Kerroc'h dans la partie sud du finage communal. Une ligne de crête secondaire se trouve au nord de la commune, elle atteint 239 mètres dans l'angle nord-est du territoire communal, au point de jonction avec les communes de Glomel et Mellionnec et la partie orientale de la commune est en grande partie aux alentours de 230 mètres. Les altitudes descendent progressivement vers l'ouest, jusqu'à 173 mètres dans l'angle sud-ouest du finage, au niveau de l'étang de l'abbaye de Langonnet (laquelle est en Langonnet), qui est à cheval sur la commune de Priziac. Le bourg est vers 195 mètres d'altitude.
La commune est bordée au nord et à l'ouest par la rivière Ellé dont la source se trouve dans la commune voisine de Glomel. Des cours d'eau de taille plus modeste arrosent le territoire communal dont le ruisseau de Stanven, long de 7,7 km, un affluent de la rive gauche de l'Ellé, qui a sa source dans la commune qu'il traverse dans sa partie centrale, passant au sud du bourg. Des petits cours d'eau tributaires de l'Aër ont leur source dans la partie sud de la commune, notamment le ruisseau du Moulin du Bois et le ruisseau de Toul
La commune a une superficie de 3 909 hectares dont 492 hectares de bois (taux de boisement de 12,5% contre 16,4 % pour le département du Morbihan) ; le bois le plus important est le Bois de l'Abbaye, situé dans la partie sud-ouest de la commune.
| - Carte topographique de la commune de Plouray. |

Du leucogranite dit de Langonnet affleure à Plouray.

### Hydrographie
Pour un article plus général, voir Réseau hydrographique du Morbihan.
La commune est située dans le bassin Loire-Bretagne. Elle est drainée par la laïta, l'Ellé, le Roz Milet, le ruisseau de Corrogant, le ruisseau de Toul fallo, le Stanven, le ruisseau de Kerfandol, le ruisseau de Kermartin, le ruisseau de Kersallic, le ruisseau du Moulin du bois et divers autres petits cours d'eau,.
L'Ellé, d'une longueur de 76 km, prend sa source dans la commune de Glomel et se jette  dans la Laïta, estuaire formé par l'Ellé et l'Isole en limite d'Guidel et de Clohars-Carnoet, après avoir traversé 16 communes. 
Le Roz Milet, d'une longueur de 11 km, prend sa source dans la commune de Paule et se jette  dans l'Ellé à Langonnet, après avoir traversé quatre communes. 

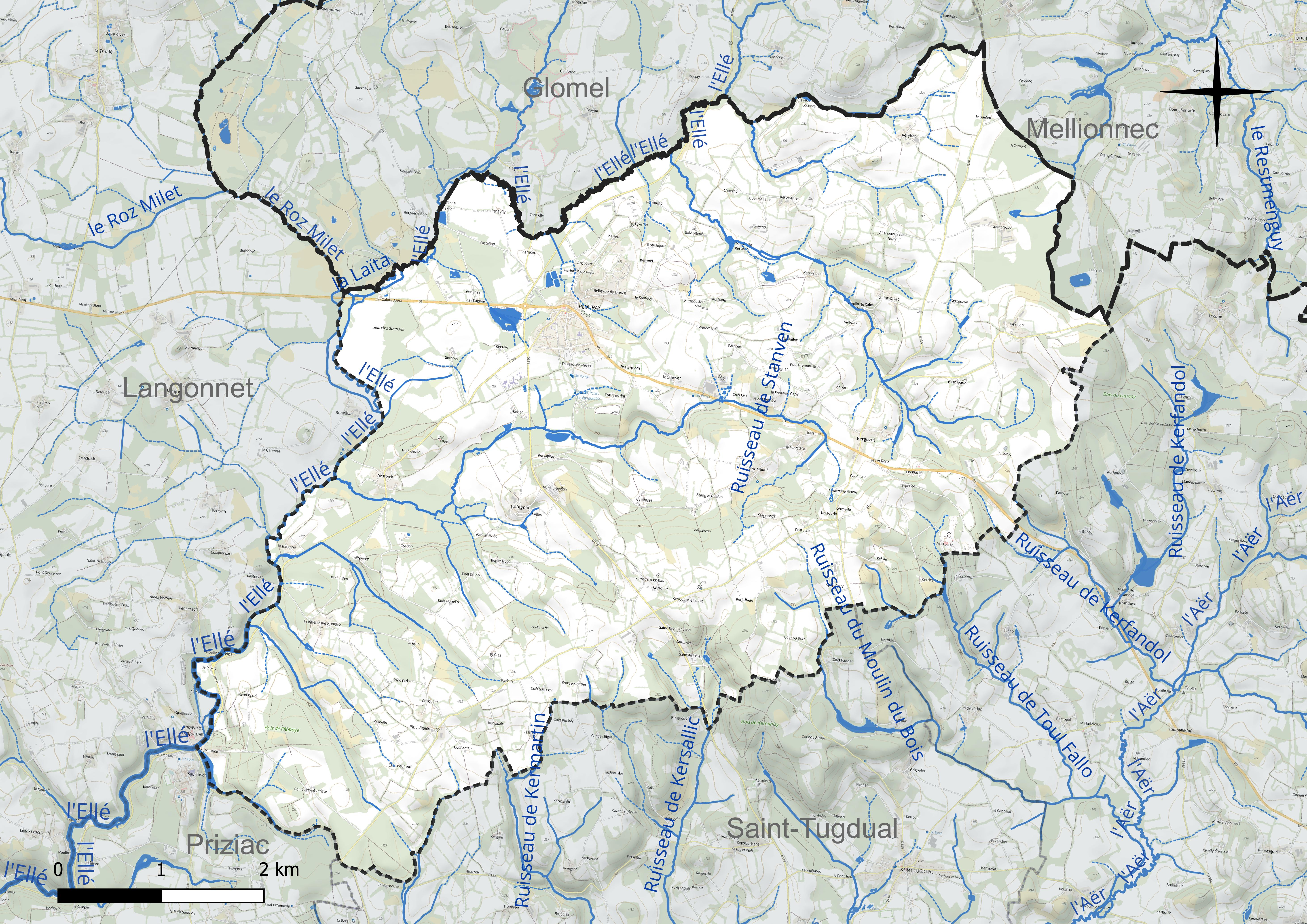
Réseau hydrographique de Plouray.

Un plan d'eau complète le réseau hydrographique : le plan d'eau er Lann Vras (4,59 ha),.

### Climat
Pour des articles plus généraux, voir Climat de la Bretagne et Climat du Morbihan.
En 2010, le climat de la commune est de type climat océanique franc, selon une étude du CNRS s'appuyant sur une série de données couvrant la période 1971-2000. En 2020, Météo-France publie une typologie des climats de la France métropolitaine dans laquelle la commune est exposée à un climat océanique et est dans une zone de transition entre les régions climatiques « Finistère nord » et « Bretagne orientale et méridionale, Pays nantais, Vendée ». Parallèlement l'observatoire de l'environnement en Bretagne publie en 2020 un zonage climatique de la région Bretagne, s'appuyant sur des données de Météo-France de 2009. La commune est, selon ce zonage, dans la zone « Monts d'Arrée », avec des hivers froids, peu de chaleurs et de fortes pluies.
Pour la période 1971-2000, la température annuelle moyenne est de 10,8 °C, avec une amplitude thermique annuelle de 12 °C. Le cumul annuel moyen de précipitations est de 1 085 mm, avec 16,3 jours de précipitations en janvier et 8,6 jours en juillet. Pour la période 1991-2020, la température moyenne annuelle observée sur la station météorologique la plus proche, située sur la commune de Carhaix-Plouguer à 20 km à vol d'oiseau, est de 11,4 °C et le cumul annuel moyen de précipitations est de 1 112,4 mm,. Pour l'avenir, les paramètres climatiques de la commune estimés pour 2050 selon différents scénarios d’émission de gaz à effet de serre sont consultables sur un site dédié publié par Météo-France en novembre 2022.

### Transports
La commune est desservie principalement par la route départementale 790 (ancienne Route nationale 790), axe nord-sud venant de Rostrenen côte nord et se dirigeant vers Le Faouët côté sud-ouest et par la route départementale 1 qui vient côté sud-est de Guémené-sur-Scorff, traverse la commune d'est en ouest, et se dirige côté ouest vers Gourin, ces deux routes se croisant au niveau du bourg de Plouray.

### Paysages et habitat
Plouray présente un paysage de bocage avec un habitat dispersé formé de hameaux (appelés localement villages) et de fermes isolées. Le bourg est en en position un peu excentrée vers le nord-ouest au sein du territoire communal. Éloigné des grands centres urbains, la commune a conservé son caractère rural, le bourg s'est toutefois étendu dans des proportions modestes au sud du bourg traditionnel depuis les dernières décennies du XXe siècle.
L'étang d'er Lann Vras, dit aussi étang de Plouray, se situe un peu à l'ouest du bourg : c'est une zone de loisirs entouré d'espaces verts et dont un sentier piétonnier fait le tour ; il possède une petite plage.

## Urbanisme

### Typologie
Au 1er janvier 2024, Plouray est catégorisée commune rurale à habitat dispersé, selon la nouvelle grille communale de densité à sept niveaux définie par l'Insee en 2022.
Elle est située hors unité urbaine et hors attraction des villes,.

### Occupation des sols

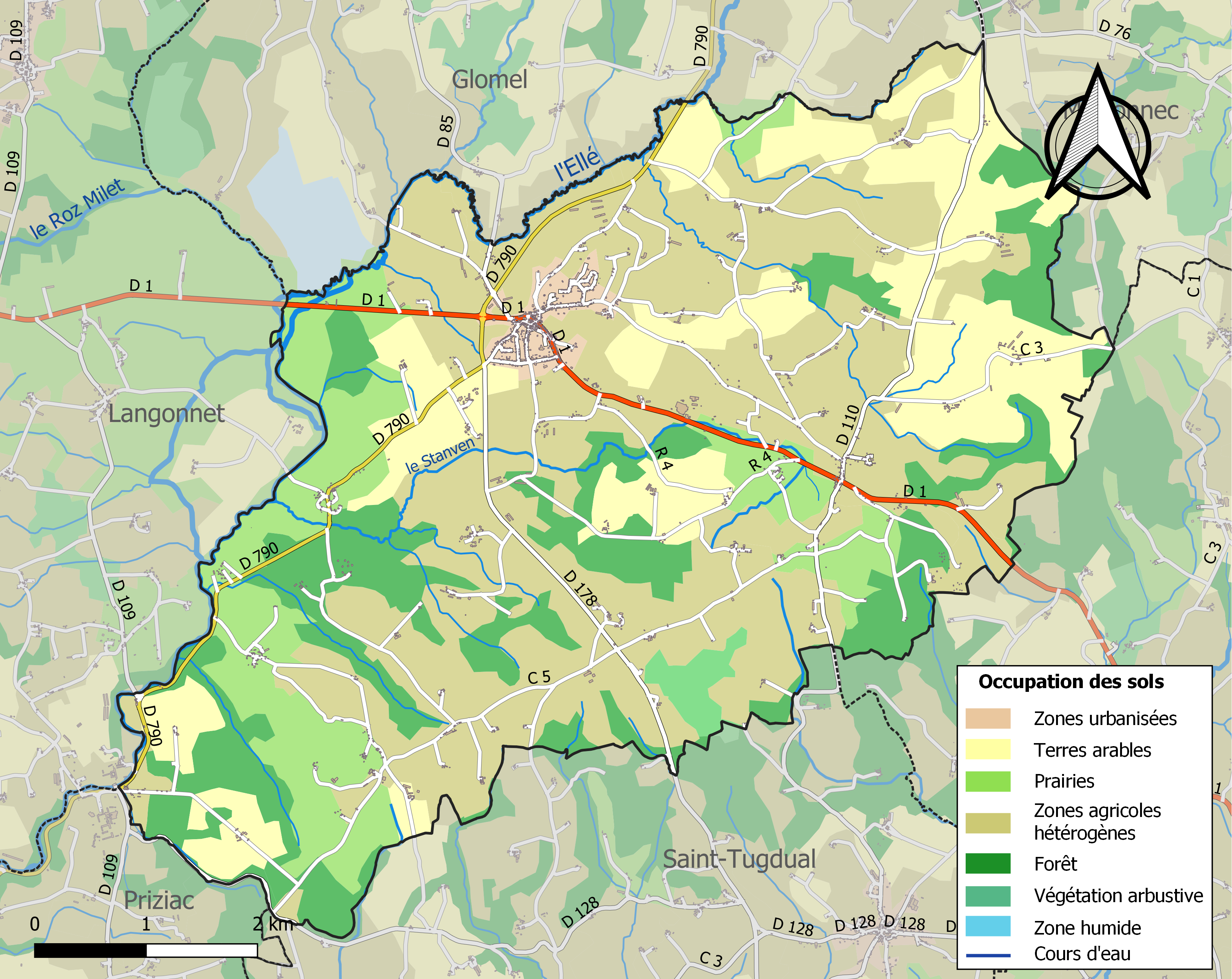
Carte des infrastructures et de l'occupation des sols de la commune en 2018 (CLC).

Le tableau ci-dessous présente l'occupation des sols de la commune en 2018, telle qu'elle ressort de la base de données européenne d’occupation biophysique des sols Corine Land Cover (CLC).
| Type d’occupation                                                                   | Pourcentage | Superficie (en hectares) |
| ----------------------------------------------------------------------------------- | ----------- | ------------------------ |
| Tissu urbain discontinu                                                             | 1,8 %       | 69                       |
| Terres arables hors périmètres d'irrigation                                         | 19,5 %      | 766                      |
| Prairies et autres surfaces toujours en herbe                                       | 13,3 %      | 521                      |
| Systèmes culturaux et parcellaires complexes                                        | 42,3 %      | 1660                     |
| Surfaces essentiellement agricoles interrompues par des espaces naturels importants | 4,4 %       | 173                      |
| Forêts de feuillus                                                                  | 13,6 %      | 532                      |
| Forêts de conifères                                                                 | 4,3 %       | 166                      |
| Forêt et végétation arbustive en mutation                                           | 1,0 %       | 38                       |
| Source : Corine Land Cover                                                          |             |                          |

L'occupation des sols met en évidence la prédominance des territoires agricoles sur la forêt et les milieux semi-naturels ainsi qu'une faible urbanisation du territoire. Les territoires agricoles, qui occupent 79,5 % de la surface communale, ont conservé en grande partie leur structure bocagère. La forêt, qui occupe 17,9 % de la surface communale, est constituée majoritairement de feuillus.

### Morphologie urbaine
On compte, en plus du bourg qui constitue l'agglomération principale, 132 lieu-dits ou écarts, le plus souvent constitués de deux ou trois maisons.

## Toponymie
Le nom de la localité est mentionné sous les formes Plouray en 1427, en 1481 et en 1514 ; Plouzayen 1536.
Plourae en breton.
L’origine du nom de la commune est controversée. Si on se réfère à la forme la plus ancienne de son nom, Plouré, on associe plou désignant une paroisse à Ré, c'est-à-dire saint René, du nom de son ancien saint patron. Il fait d’ailleurs encore l’objet d’un culte dans l’église Saint-Yves. Cependant, si on retient la forme « Plou-Wroc », comme on la trouve parfois, on pense d’abord à saint Guroc. Selon l'abbé Cillart de Kerampoul, l'église aurat été placée d'abord sous le vocable de saint Rival, mais cela reste très incertain.

## Histoire

### Préhistoire
Le dolmen de Guidfosse atteste de l'occupation du territoire dès le Néolithique. 

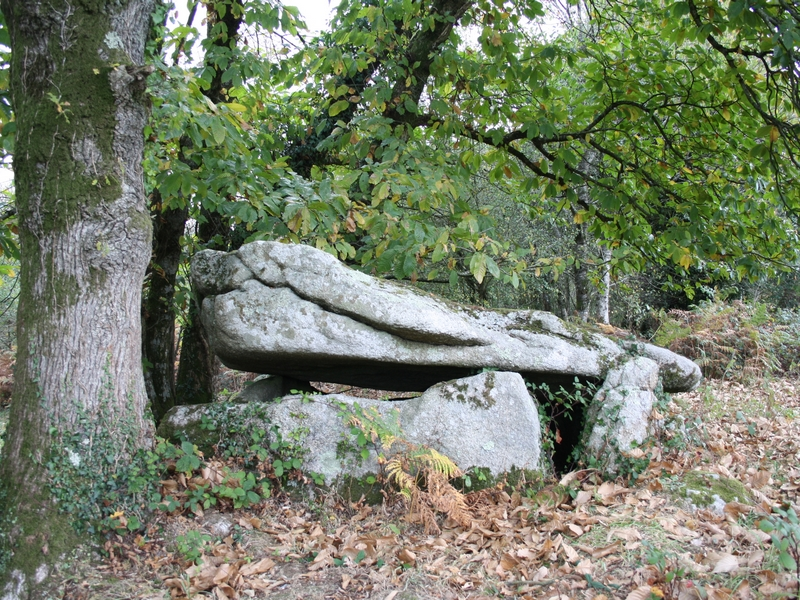
Le dolmen de Guidfoss, nommé aussi "En-er-huennou d'Endiass".

### Antiquité
À l'époque gauloise l'Ellé formait la limite entre les Osismes à l'ouest et les Vénètes à l'est ; cette limite devint par la suite la limite entre l'évêché de Quimper (Cornouaille) et l'évêché de Vannes ; elle fut aussi la limite linguistique entre le breton cornouaillais (kerné) et le breton vannetais (gwenedour). Plouray, situé sur la rive orientale de l'Ellé fait partie pour toutes ces raisons du Pays Pourlet, subdivision du pays vannetais.
La voie romaine venant de Darioritum (Vannes) et se dirigeant vers Vorgium (Carhaix) passait à la limite nord-est de l'actuelle commune de Plouray ; elle a été connue par la suite au Moyen Âge sous le nom de Hent Ahès. Une autre voie romaine venant de Port-Louis et rejoignant la précédente en direction de Vorgium via Langonnet passait à l'ouest du territoire communal actuel. Un camp romain de forme elliptique, long de 100 mètres et large de 60 mètres a été identifié à Lann-Poupéric.

### Moyen Âge et Temps Modernes
Plouray est une paroisse de l'Armorique primitive, dont Saint-Guénin était une trève (mentionnée en 1085 sous le nom Tribum Santic Guinnini), disparue bien avant la Révolution française.
Plouray ressortissait juridiquement de la sénéchaussée d'Hennebont et sur le plan religieux du doyenné de Guéméné avant la Révolution française.
En 1296 le duc de Bretagne Jean II rendit un jugement qui affirmait qu'Hervé de Léon serait à jamais possesseur de la châtellenie de Plouay, laquelle comprenait les paroisses de Plouray, Mellionnec, Plouguernével et Saint-Caradec-Trégomel. En 1400 la maison noble de Lohingart appartenait à Henri Kergouhizin et celle de Saint-Loup à Henri de Saint-Loup.
En 1451 le pape Nicolas V accorde « une indulgence de 5 ans et 5 quarantaines pour l'église paroissiale de Plouray dédiée à saint Rivanus (saint René), le dimanche d'après la fête de ce saint ; pour la chapelle de la Vierge le jour de l'Annonciation ; pour les chapelles des saints Mandet [ Maudet?], G.. [sans doute Saint-Guénin] et Frezardus [saint non identifié] le jour de la fête de ces saints. Ces églises et chapelles ont besoin de réparations et manquent des objets du culte ».
La chapelle Notre-Dame de Lorette est construite dans le bourg au XVIe siècle, près de l'église paroissiale, et devient un lieu de pèlerinage (elle a été démolie en 1948 mais a été décrite en 1863 par Louis Rosenzweig).

#### Le fief de Plouray
Selon un aveu de 1471 la châtellenie de Gouarec, un des trois membres de la vicomté de Rohan, « s'étendait sur treize paroisses ou trèves : Plouray, Mellionec, Plouguernével, Saint-Gilles, Gouarec, Plélauf, Lescouët, Penret ou Perret, Sainte-Brigitte, Silfiac, Cléguérec (partie nord), Saint-Aignan, Saint-Caradec, Trégomel. La résidence seigneuriale, dans cette maison châtellenie, était le château de Perret, aussi appelé le château des Salles, en Sainte-Brigitte ».
Le fief de Plouray, Mellionnec, et ses annexes de Plougernével et Saint Caradec-Trégomel formaient au XIIIe siècle une enclave de la vicomté de Rohan entre la vicomté de Gourin à l'ouest et la seigneurie de Guéméné à l'est. Au début du XVIe siècle, la seigneurie de Plouray appartenait à Jean IV de Rieux d’où le nom qui lui était donné de terre du Maréchal de Rieux. En 1527, Louis IV sire de Guéméné en hérite à la suite de son mariage avec Louise de Rieux, fille du maréchal et désormais la seigneurie de Plouray fait partie intégrante de la seigneurie de Guéméné qui sera érigée en principauté en 1570.

#### Maisons nobles et seigneuries

Blason des Toulbodou, sr de Guidfoss.

Une douzaine de manoirs existaient autrefois sur le territoire de Plouray : Restromar, Cornouët, Saint-Noay, Limerho, Kersoulou, Goulo, Guidfoss, Kerroc'h, Kergadelau, Kervéno, Cohinec et Stanguen. Les propriétaires de ces manoirs étaient des vassaux des seigneurs de Guémené. Les terres de Plouray étaient en effet des arrière-fiefs de cette seigneurie.
Les propriétaires du manoir de Restromar étaient les Le Trancher aux XVIe et XVIIe siècles. En 1540, il appartenait à Eustache Le Trancher. Jacques Le Trancher en rendit aveu en 1632 comme sire de Bodeno et Restromar. Il appartenait encore en 1766 à Françoise Le Trancher épouse de Charles de Robien. Les armes des Le Trancher étaient : d'or au croissant de gueules, accompagné de 3 étoiles de même.
Le manoir de Penguilly était une juveigneurie de celui du Dréorz en Priziac. Il appartenait en 1449 à Alain le Scanff qui rendait aveu à Charles Le Scanff, sieur du Dréorz. Les armes des Le Scanff étaient : d'azur à trois glands d'or, les coques d'argent.
Le manoir de Saint-Noay appartenait en 1526 à Jean de Saint-Noay et Catherine de Loes. Plus tard, en 1634, un autre Jean de Saint-Noay, dans un aveu au prince de Guémené, déclare qu'il existe dans la maîtresse vitre de l'église de Plouray, deux écussons qui sont d'argent à deux sangliers de sable, et deux grandes tombes à fleur de terre armoyées du dit sanglier en bosse, dans le chœur, du côté de l'évangile.
Les propriétaires du manoir de Guidfoss étaient, aux XVIe et XVIIe siècles, les Toulbodou, une famille originaire du manoir éponyme en la paroisse de Locmalo. C'est après avoir quitté son manoir de Guidfoss en Plouray pour une partie de chasse que l'un des membres de cette famille, Jehan de Toulbodou, fut surpris par un violent orage dans la vallée de l'Ellé près du Faouët. Craignant pour sa vie, il invoquera le secours de sainte Barbe. Ayant eu la vie sauve, il fera édifier avec le concours de Jean de Bouteville, baron du Faouët, une chapelle en l'honneur de sa protectrice à cet endroit. Les armes des Tolbodou étaient : d'or semé de feuilles de houx de sinople.
Au XVIIe siècle des immigrants venus d'Irlande, dont ils étaient chassés, s'installent dans la région.

#### Plouray auXVIIIesiècle

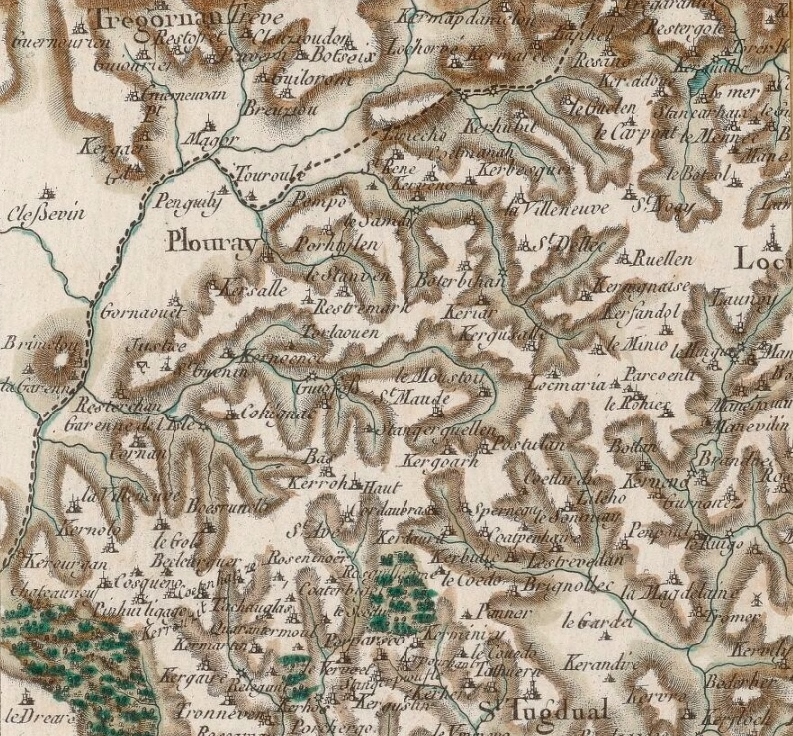
Carte de Cassini de la paroisse de Plouray (1787).

« Vers le milieu du XVIIIe siècle Marion du Faouët, à la tête de la bande des Finefond, mit en coup réglée, dix années durant, entre Castel-Laouënan [en Paule] et Plouray, tout le pays montagnard ».
Jean-Baptiste Ogée décrit ainsi Plouray en 1778 :

« Plouay ; sur une hauteur, et sur la rivière d'Ellé ; à 15 lieues au Nord-Nord-Ouest de Vannes, son évêché ; à 27 lieues de Rennes et à 3 lieues un quart de Gourin, sa subdélégation. Cette paroisse ressortit à Hennebon et compte 1200 communiants ; la cure est à l'alternative. Des terres en labeur, des prairies, des landes très étendues, et le bois de Langoët, qui peut avoir deux lieues de circuit, voilà ce que ce territoire présente à la vue. C'est un pays couvert, coupé de vallons et de monticules. »

### Révolution Française
François Blanchard, nommé recteur de Plouray en 1788, refusa de prêter le serment de fidélité à la Constitution civile du clergé et émigra en Espagne. En octobre 1791, son remplaçant, le recteur Jamet, prêtre jureur, a des relations exécrables avec Quéré, vicaire insermenté, lequel fut arrêté au Faouët pour avoir critiqué l'administration, ce qui provoqua un début d'émeutes à Plouray où le maire et le recteur durent s'enfuir du presbytère où ils s'étaient réfugiés et le presbytère fut pillé par la foule ; le 1er novembre 1791 le directoire du district du Faouët envoya 150 soldats à Plouray ; les habitants durent les loger et il y eut 11 arrestations.
Comme dans les paroisses voisines, les jeunes hommes de Plouray s'opposent en 1793 à la levée en masse et les prêtres assermentés sont mal acceptés par les paroissiens.
Le 5 juillet 1795, le maire de Plouray, Joseph-Jean Guillaume, est arrêté à Saint-Guénin par les chouans sous le prétexte d'un incident lié à une procession autour de la chapelle mais en réalité parce qu'il a dénoncé des prêtres réfractaires. Il est fusillé dans le bois de Kerminisy, comme Jean Salvar, officier municipal, malgré sa proposition de remettre aux chouans 10 000 livres.
Le 6 ami 1798, le greffier de la mairie de Plouray, Joseph le Guilloux, surnommé Huitelic (c'hwitellat, siffler en breton) en raison de sa manie de siffloter, est assassiné par un groupe de 18 chouans commandé par Debar en plein bourg. Ces derniers s'étaient vêtus d'uniformes des bleus pour se faire passer pour des soldats républicains. Alors qu'il contourne l'église, Joseph Le Guilloux se méprend en les voyant et les salue d'un vibrant : « Vive la république ! ». Ces derniers le saisissent à bras le corps et le traînent quelques dizaines de mètres plus loin. Il est exécuté à coup de baïonnettes et achevé de trois coups de fusils. Cinq chouans se rendent ensuite à son domicile pour le piller. Les chouans lui reprochaient d'avoir trahi son camp. En effet, après s'être battu jusque-là dans les rangs des chouans, il quitte ces derniers le 15 septembre 1795 et dépose au district du Faouët 1 fusil, 63 balles, 1 pistolet et 1200 livres en numéraire collectés chez les chouans; ce geste lui vaut les félicitations des membres du directoire du district. Par la suite il participe à la traque des prêtres réfractaires, sa parfaite connaissance du milieu chouan lui étant d'une aide précieuse.

### LeXIXesiècle
En 1800 la commune de Plouray est rattachée à l'Arrondissement de Pontivy et en 1801 au canton de Gourin (elle dépendait auparavant du canton de Langonnet).
A. Marteville et P. Varin, continuateurs d'Ogée, décrivent ainsi Plouay en 1853 :

« Plouray : commune formée de l'ancienne paroisse de ce nom ; aujourd'hui succursale. (...) Principaux villages : Keribet, Coat-Manoch, Révelen, Saint-Délec, Kerguzul, Saint-Maudé, Kerlan, Rosterk, Cohignac, Croc d'Embas, Croc d'Enhaut, Ville-Neuve, Kernole, Kerourgant, le Moustéro. Superficie totale : 2 968 hectares 78 ares dont (...) terres labourables 1 378 ha, prés et pâturages 413 ha, bois 203 ha, vergers et jardins 49 ha, landes et incultes 1 792 ha (...). Moulins de Loc'hervé, de Penguily, de Stangvar, de Kervéno, de Saint-Noë, de Seigle. Il y a foire à Saint-Guénin le 8 juillet. Géologie : granite. On parle le breton. »

Une épidémie de variole fit 87 malades (dont 42 moururent) à Plouray entre 1865 et 1870. Entre septembre 1896 et le printemps 1897 une épidémie de fièvre typhoïde fait 32 malades (7 morts) dans cinq hameaux de la commune ; « le médecin des épidémies (...) pense que l'eau de boisson recueillir dans des puits mal entretenus, entours de fumiers, ne doit pas y être étrangère (...) ; la misère de cette région très pauvre doit entrer aussi pour une large part dans l'évolution de cette épidémie. Les malades ont été soignés et secourus depuis le début par les religieux de l'abbaye de Langonnet, dont l'un est docteur en médecine ».
Auguste Le Gouic fut zouave pontifical : il participa notamment à la défense de Rome lors de la prise de Rome par les patriotes italiens en 1870.
En 1876 le curé de Plouray fit pression sur ses paroissiens pour les inciter à voter en faveur du comte Albert de Mun, candidat légitimiste, aux élections législatives, disant « que voter pour un autre candidat serait amener sur tout le pays les malheurs de la Révolution » ; des pressions analogues sur les électeurs furent commises dans d'autres communes de la circonscription.
Le 23 septembre 1890 48 prêtres vinrent à Plouray fêter le 50e anniversaire de sacerdoce du curé de la paroisse, l'abbé Tanguy, en présence de très nombreux fidèles de la paroisse.

### LeXXesiècle

#### LaBelle Époque

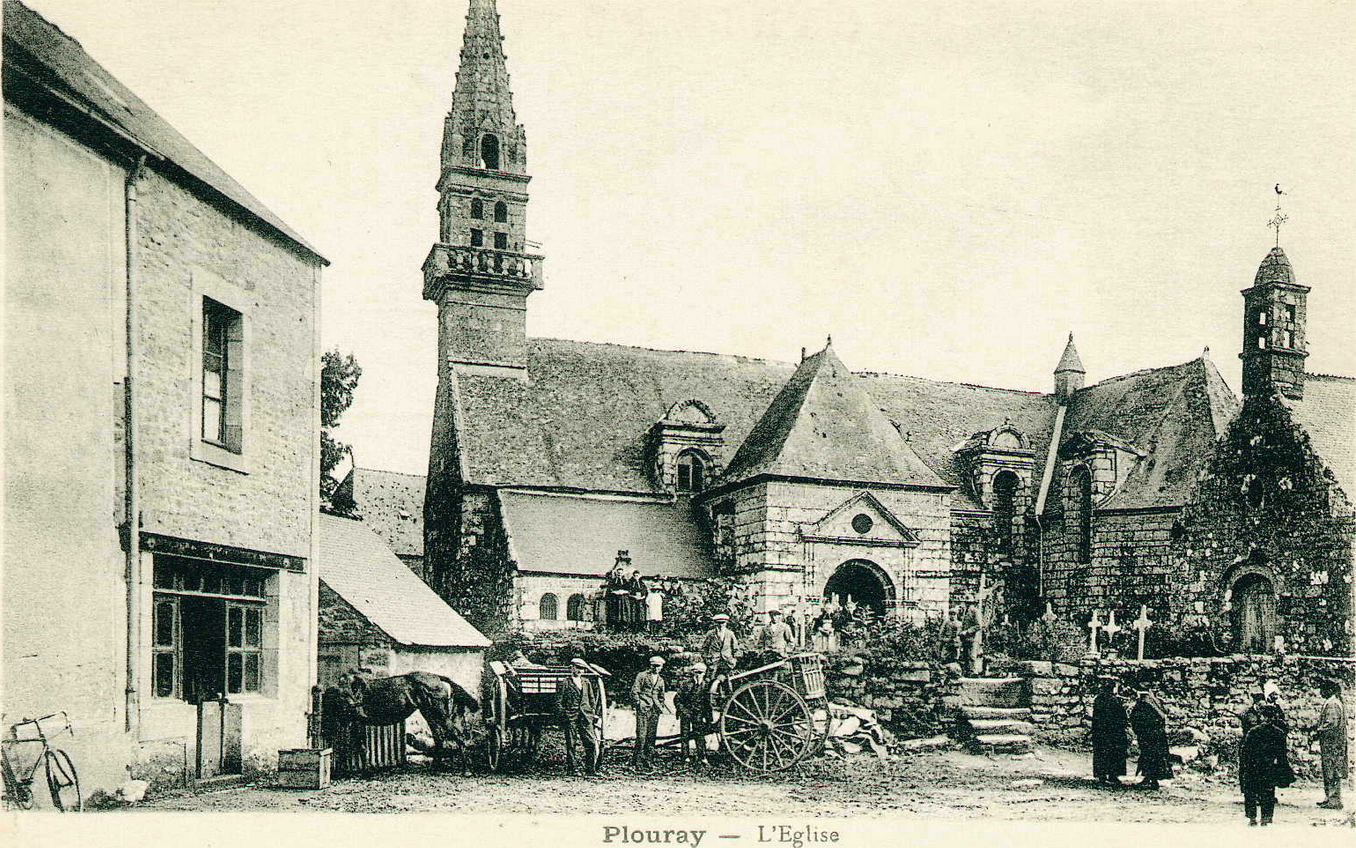
La place de l'église au début du XXe siècle, à l'extrême droite la chapelle Notre-Dame-de-Lorette détruite en 1948.

Lors des élections législatives de 1906, le clergé local fit pression sur les électeurs, refusant l'absolution aux hommes et même aux femmes dont les maris ne voteraient pas bien, c'est-à-dire en faveur de Guy de Salvaing de Boissieu, lequel fut d'ailleurs réélu député.

#### La Première Guerre mondiale

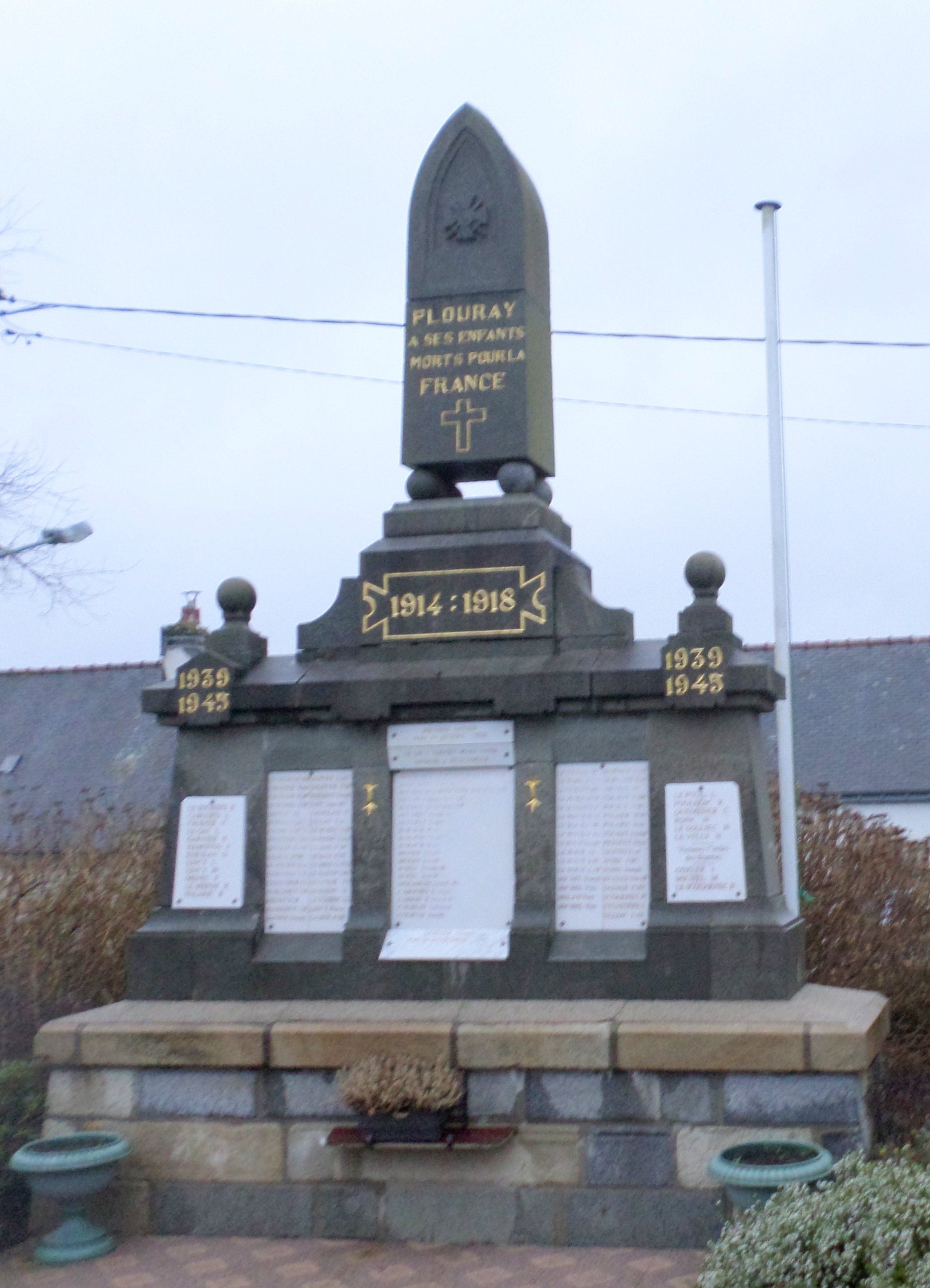
Le monument aux morts de Plouray.

Le monument aux morts de Plouray porte les noms de 88 soldats morts pour la France pendant la Première Guerre mondiale ; parmi eux 10 sont morts en Belgique, dont 4 (Joseph Marie Courtai, François Marie Henri, Louis Marie Le Roux, Louis Pierre Marie Royant)  à Maissin le 22 août 1914. Il s'agit des quatre premiers à être tombé sur le champ d'honneur. Louis Le Boëdec est mort en décembre 1914 alors qu'il était en captivité en Allemagne ; tous les autres sont morts sur le sol français dont le lieutenant Alain Le Bègue de Germiny, tué à l'ennemi le 6 septembre 1914 à Talus-Saint-Prix (Marne) ; le sous-lieutenant Charles Bigoin, décédé le 17 novembre 1914 à Vienne-le-Château (Marne) ; le lieutenant Roc'h Bourel de la Roncière, mort des suites de ses blessures en 1915 ; Joachim Cabouro, soldat tué à l'ennemi le 1er décembre 1914 dans la Somme et Louis Franchet d'Espèrey, sous-lieutenant, tué à l'ennemi le 25 octobre 1916 à Douaumont, tous les cinq décorés de la Légion d'honneur et de la Croix de guerre ; Yves Le Roux, Pierre Lincy et Yves Melan ont quant à eux été décorés de la Médaille militaire et de la Croix de guerre.

#### L'Entre-deux-guerres
Le maréchal Franchet d'Espèrey séjournant à titre touristique dans la décennie 1920 au Châlet, dit " Kernevez" « qui s'élève sur une légère éminence, dans un cadre de hautes futaie. Le paysage qui l'entoure est sévère. Les marais de Plouray, s'étendant à perte de vue, lui donnent une note de mélancolique tristesse, tandis que les Montagnes Noires profilent, au Nord, leur échine tourmentée et dénudée. La maison, de construction récente, s'élève à côté du chalet primitif, simple demeure d'été qui appartenait à la famille de Mme Franchet d'Espèrey, née Dumaine de la Josserie ».
Le monument aux morts de Plouray, dû à l'architecte René Guillaume, est inauguré le 22 juin 1924 par le sous-préfet de Pontivy et en présence de deux députés.

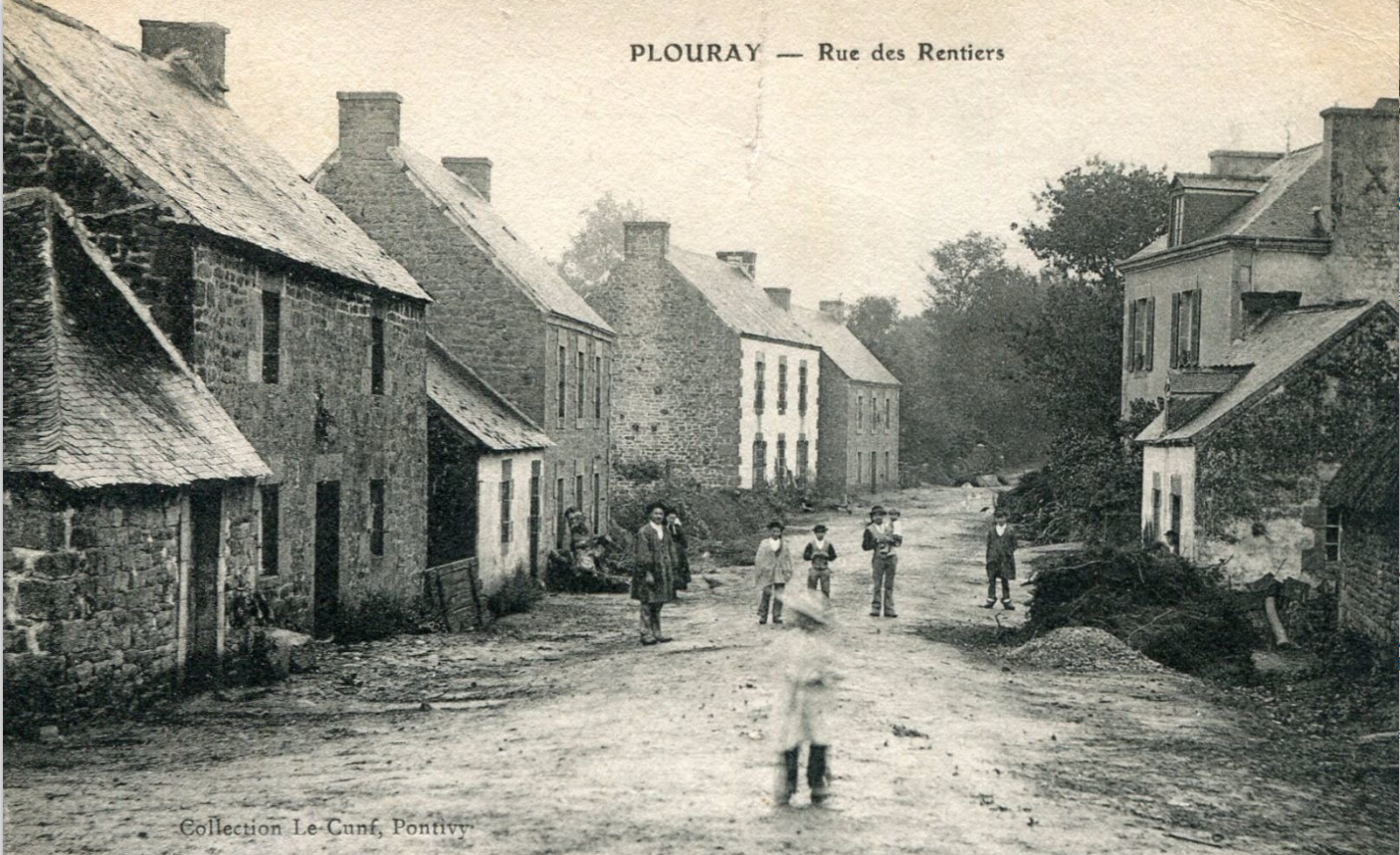
Plouray : la rue des Rentiers (actuelle rue de Guémené) vers 1930 (carte postale).
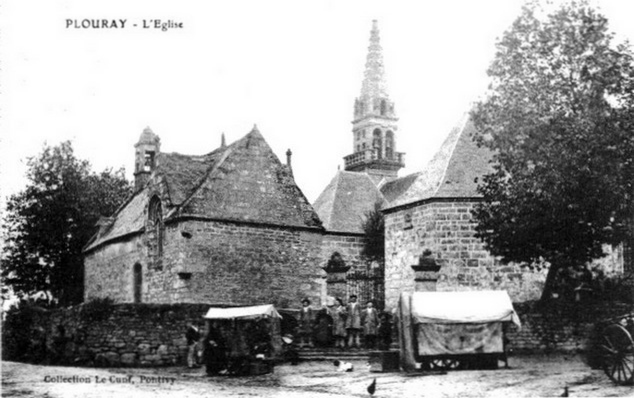
Plouray : la chapelle Notre-Dame de Lorette (à gauche sur la photographie) et l'église Saint-Yves vers 1930 (carte postale).
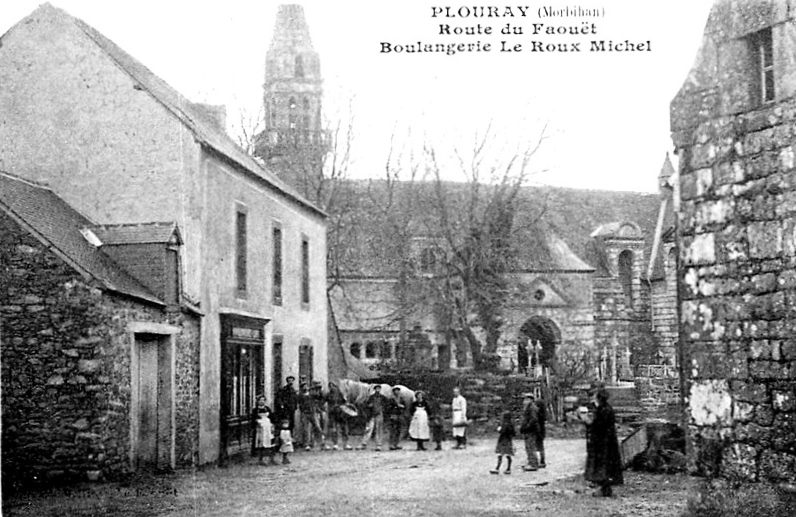
Plouray : l'église Saint-Yves entourée du cimetière et la boulangerie Le Roux vers 1930 (carte postale).
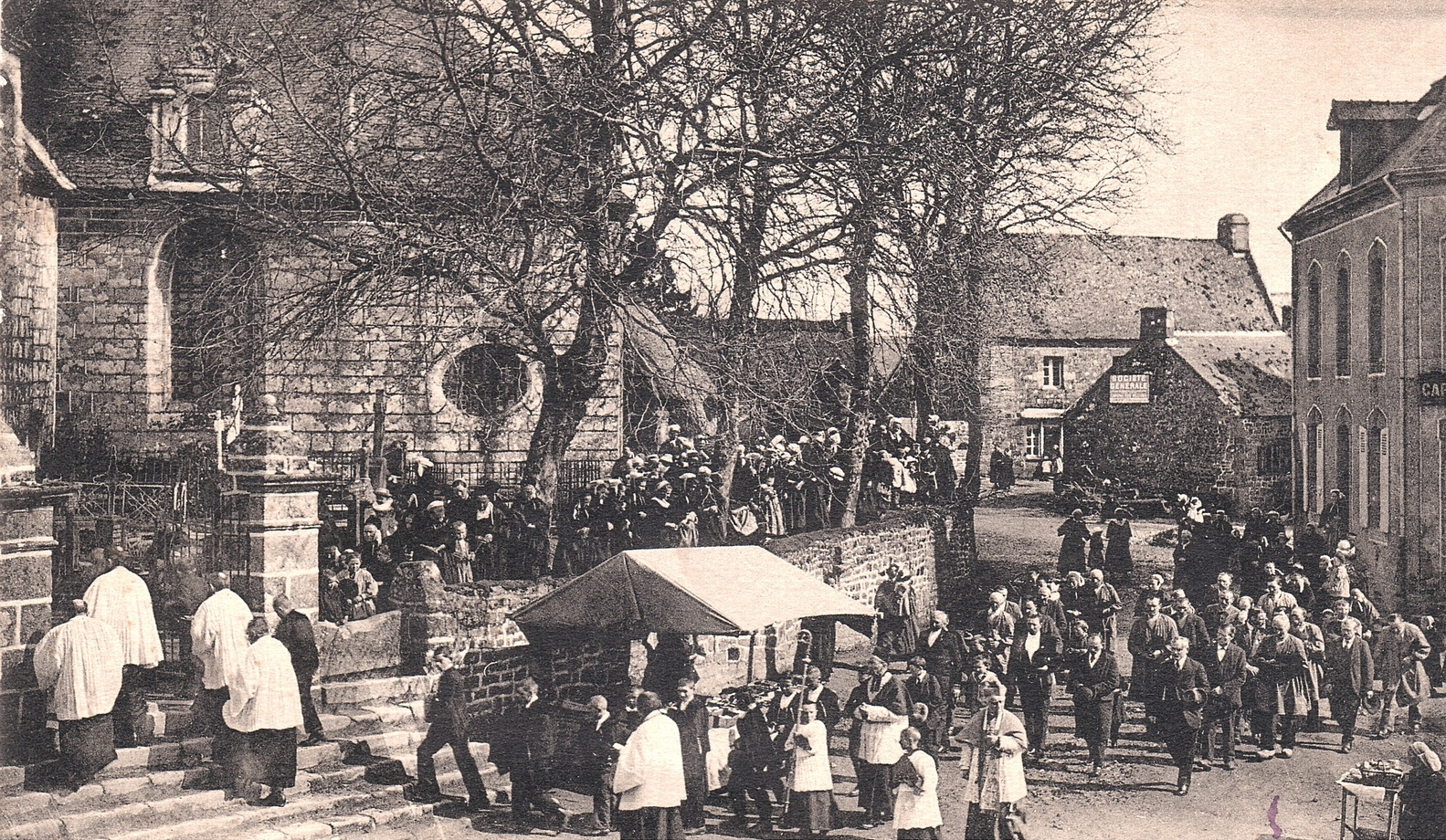
Plouray: procession le jour de la confirmation vers 1935.
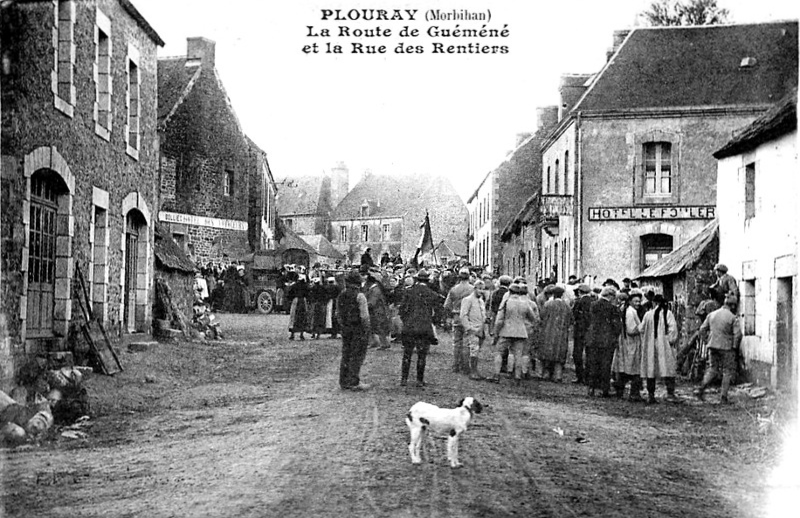
Plouray : la route de Guémené un jour de fête vers 1930 (carte postale).
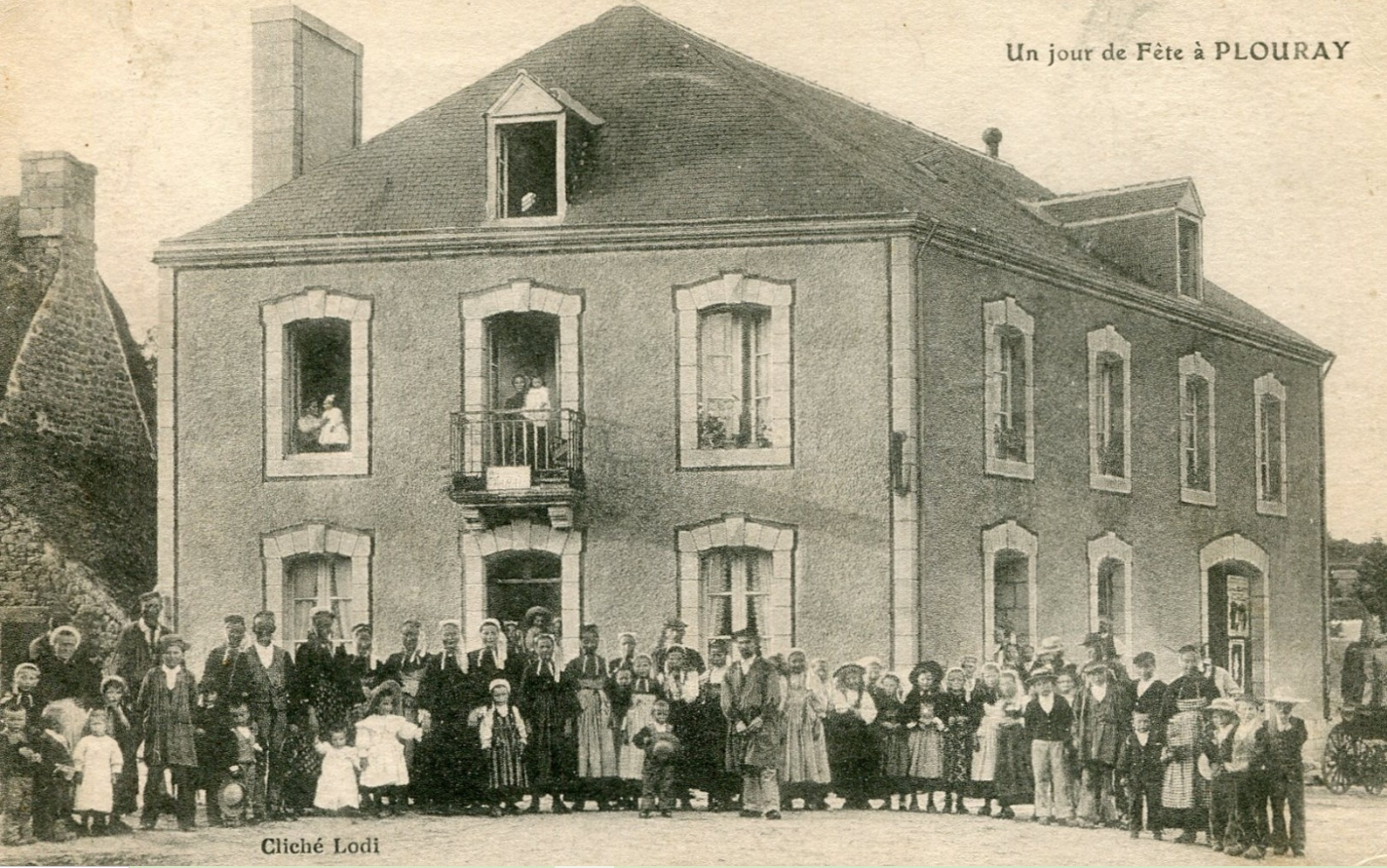
Plouray : un groupe d'habitants un jour de fête devant l'hôtel du Lion d'or (désormais fermé).
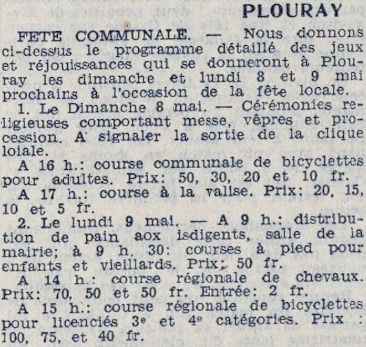
Plouray : le programme de la fête locale du 8 mai 1938 (début).
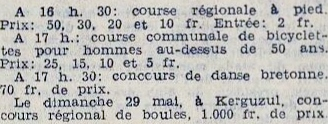
Plouray : le programme de la fête locale du 8 mai 1938 (fin).

#### La Seconde Guerre mondiale
Le monument aux morts de Plouray porte les noms de 22 personnes mortes pour la France pendant la Seconde Guerre mondiale ; parmi elles Louis Cabouro et Noël Le Velly sont morts pendant la Drôle de guerre à l'automne 1939 ; Joseph Le Solliec a été tué à l'ennemi lors de la Bataille de France au printemps 1940 ; Barnabé Le Bourhis et Jean Hamonou, tous deux morts en captivité en Allemagne en 1942 ; Fernand Ménèc, quartier-maître, est mort en mer en 1942 lors du naufrage du sous-marin Actéon dans le cadre de l'Opération Torch ; Marie-Louise Le Du-Loquet, militante communiste, est morte en déportation au camp de concentration de Birkenau le 10 avril 1943 ; Roger Garnier, résistant, est fusillé le 6 juillet 1944 à Berné ; René Poulizac et Jean Lincy, tous deux résistants FFI, furent fusillés le 1er août 1944 au Faouët (Morbihan).
En 1944 cinq aviateurs américains, dont l'avion avait été abattu près de Kermoroux par la flak allemande, mais qui avaient survécu, errèrent dans la campagne de Plouray avant d'être recueillis et cachés pendant 5 semaines le jour dans le grenier de l'institutrice du village et la nuit hébergés chez des habitants. Ils furent rapatriés en Angleterre par le réseau Shelburn via Plouha.

#### L'après Seconde Guerre mondiale
Entre 1948 et 1958 le bourg est progressivement réaménagé : le cimetière qui entourait l'église (dans l'enclos paroissial) est transféré au sud du bourg et la chapelle Notre-Dame de Lorette est démolie.
Un soldat originaire de Plouray (Désiré Garnier) est mort pendant la Guerre d'Indochine et un (Antonin Berthou) pendant la Guerre d'Algérie.

### LeXXIesiècle
Pour éviter d'avoir 15 km à parcourir pour faire un plein de carburant, Plouray a construit en 2015 une station-service communale.
Après plusieurs années sans médecin (entre 2014 et 2020) un nouveau médecin s'est installé à temps partiel à Plouray en 2020 et un autre médecin exerce aussi, également à temps partiel, exerce ans la commune depuis août 2023 ; une maison de santé est en construction.

## Politique et administration

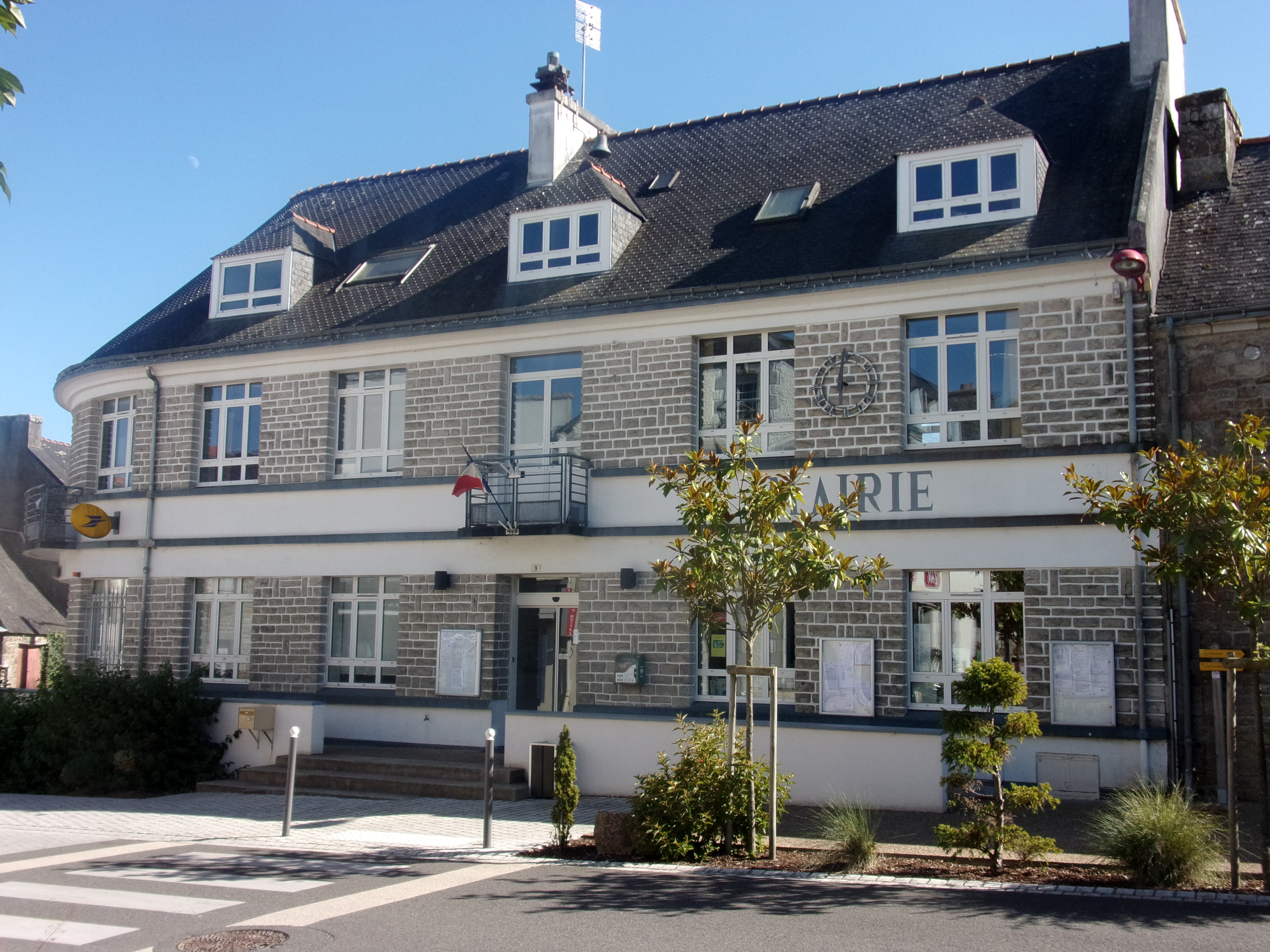
La mairie de Plouray.

| Période                                           | Période    | Identité               | Étiquette  | Qualité |
| ------------------------------------------------- | ---------- | ---------------------- | ---------- | --- |
| Les données manquantes sont à compléter.          |            |                        |            | |
|                                                   | 1795       | Joseph-Jean Guillaume  |            | Laboureur à Kerdonnarch, Assassiné par les chouans                                                                                        |
| 1798                                              | 1808       | Louis Le Fur           |            | Laboureur. |
| 1808                                              | 1809       | Yves Mahé              |            | Cultivateur. |
| 1809                                              | 1818       | Guillaume Rigogne      |            | Laboureur. |
| 1818                                              | 1855       | Jean Guillaume         |            | Laboureur. |
| 1857                                              | 1871       | Jean Guillaume         |            | Laboureur. Homonyme du maire précédent.                                                                                                   |
| 1871                                              | 1877       | Yves-Marie Le Bihan    |            | Cultivateur. |
| 1878                                              | 1896       | Pierre-Marie Hamonou   |            | Aurait aussi été maire en 1917 (à confirmer).                                                                                             |
| 1896                                              | 1904       | Joseph-Marie Guillaume |            | Cultivateur. |
| 1904                                              | après 1910 | Jean-Louis Groigno     |            | Cultivateur. |
|                                                   |            |                        |            | |
| 1924                                              | après 1935 | Louis Carlach          |            | Hôtelier. Résistant FFI pendant la Seconde Guerre mondiale.                                                                               |
|                                                   |            |                        |            | |
| avant 1936                                        |            | Marcel Groigno         |            | Fils de Jean-Louis Groigno, maire en 1904.                                                                                                |
| 1947                                              | 1983       | François Christien     |            | Secrétaire général de la mairie de Plouray entre 1935 et 1947. Conseiller général entre 1961 et 1979. Le stade de football porte son nom. |
| mars 1989 Réélu en 1995, 2001, 2008, 2014 et 2020 | En cours   | Michel Morvant         | RPR-UMP-LR | Élu en 2020 pour son 7e mandat de maire. Conseiller général de 1985 à 2011. Président de la Communauté de Communes Roi Morvan Communauté. |

## Démographie
L'évolution du nombre d'habitants est connue à travers les recensements de la population effectués dans la commune depuis 1793. Pour les communes de moins de 10 000 habitants, une enquête de recensement portant sur toute la population est réalisée tous les cinq ans, les populations de référence des années intermédiaires étant quant à elles estimées par interpolation ou extrapolation. Pour la commune, le premier recensement exhaustif entrant dans le cadre du nouveau dispositif a été réalisé en 2004.

En 2022, la commune comptait 1 022 habitants, en évolution de −10,51 % par rapport à 2016 (Morbihan : +3,82 %, France hors Mayotte : +2,11 %).
| 1793  | 1800  | 1806  | 1821  | 1831  | 1836  | 1841  | 1846  | 1851  |
| ----- | ----- | ----- | ----- | ----- | ----- | ----- | ----- | ----- |
| 1 480 | 1 328 | 1 370 | 1 287 | 1 453 | 1 581 | 1 571 | 1 639 | 1 662 |

| 1856  | 1861  | 1866  | 1872  | 1876  | 1881  | 1886  | 1891  | 1896  |
| ----- | ----- | ----- | ----- | ----- | ----- | ----- | ----- | ----- |
| 1 487 | 1 470 | 1 558 | 1 454 | 1 547 | 1 605 | 1 644 | 1 603 | 1 671 |

| 1901  | 1906  | 1911  | 1921  | 1926  | 1931  | 1936  | 1946  | 1954  |
| ----- | ----- | ----- | ----- | ----- | ----- | ----- | ----- | ----- |
| 1 719 | 1 853 | 1 988 | 1 969 | 1 967 | 1 978 | 1 991 | 1 890 | 1 684 |

| 1962  | 1968  | 1975  | 1982  | 1990  | 1999  | 2004  | 2006  | 2009  |
| ----- | ----- | ----- | ----- | ----- | ----- | ----- | ----- | ----- |
| 1 501 | 1 406 | 1 358 | 1 301 | 1 200 | 1 144 | 1 110 | 1 113 | 1 104 |

| 2014  | 2019  | 2022  | - | - | - | - | - | - |
| ----- | ----- | ----- | - | - | - | - | - | - |
| 1 136 | 1 062 | 1 022 | - | - | - | - | - | - |

## Économie
La principale industrie présente sur la commune est une usine de découpe de volaille (Doux).
Voir aussi Économie à Roi Morvan Communauté

## Lieux et monuments
- Le dolmen de Guidfosse est classé au titre des monuments historiques par arrêté du 21 septembre 1978[67].

### Édifices religieux
- l'église Saint-Yves, date pour partie de 1486 (la majeure partie de la façade), mais la majeure partie de l'église actuelle date de la fin du XVIIe siècle ; le clocher, victime de la foudre en 1837, a été reconstruit en 1889 ; la voûte actuelle de l'église date de 1902[68].

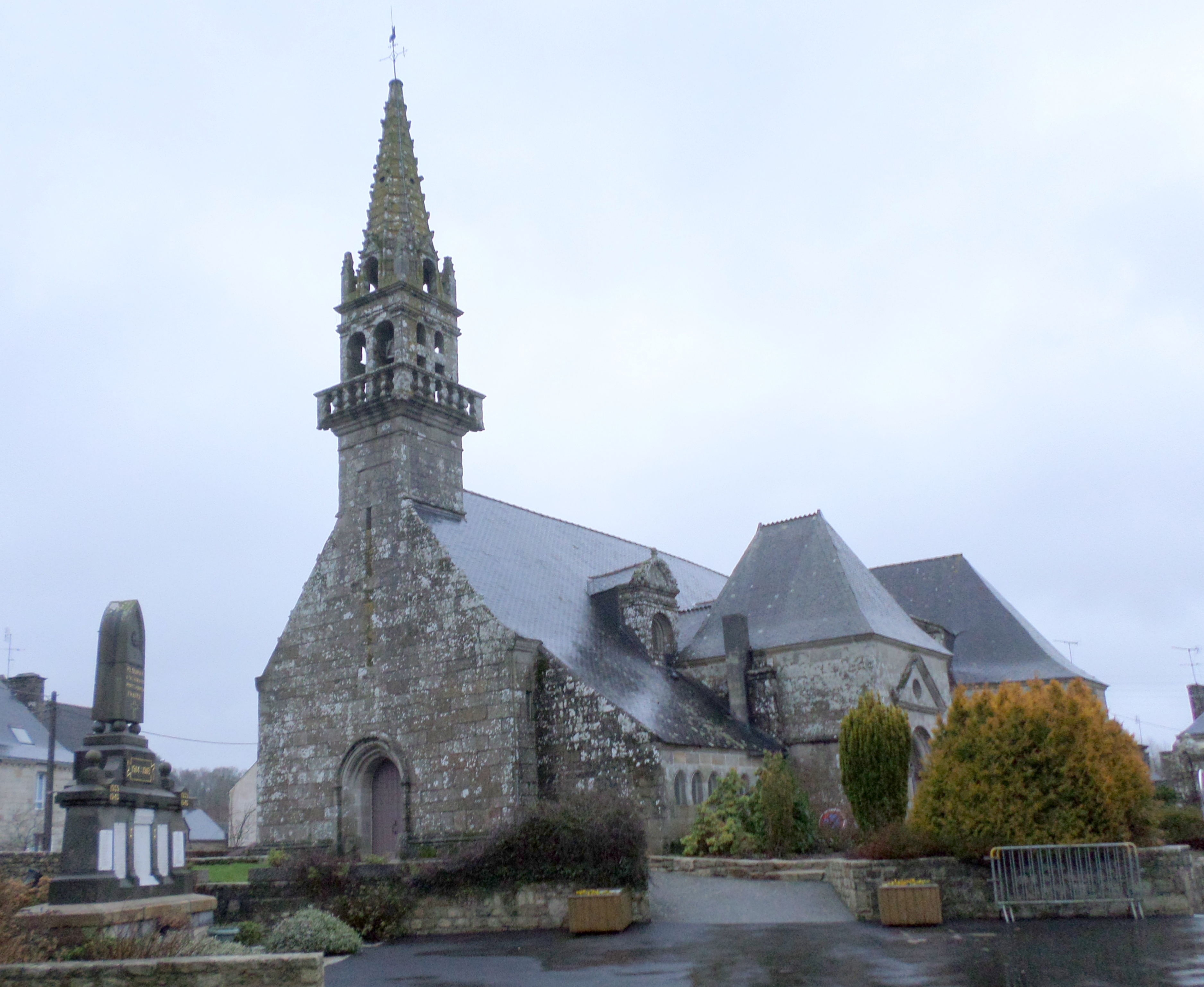
Église paroissiale Saint-Yves : vue extérieure d'ensemble.
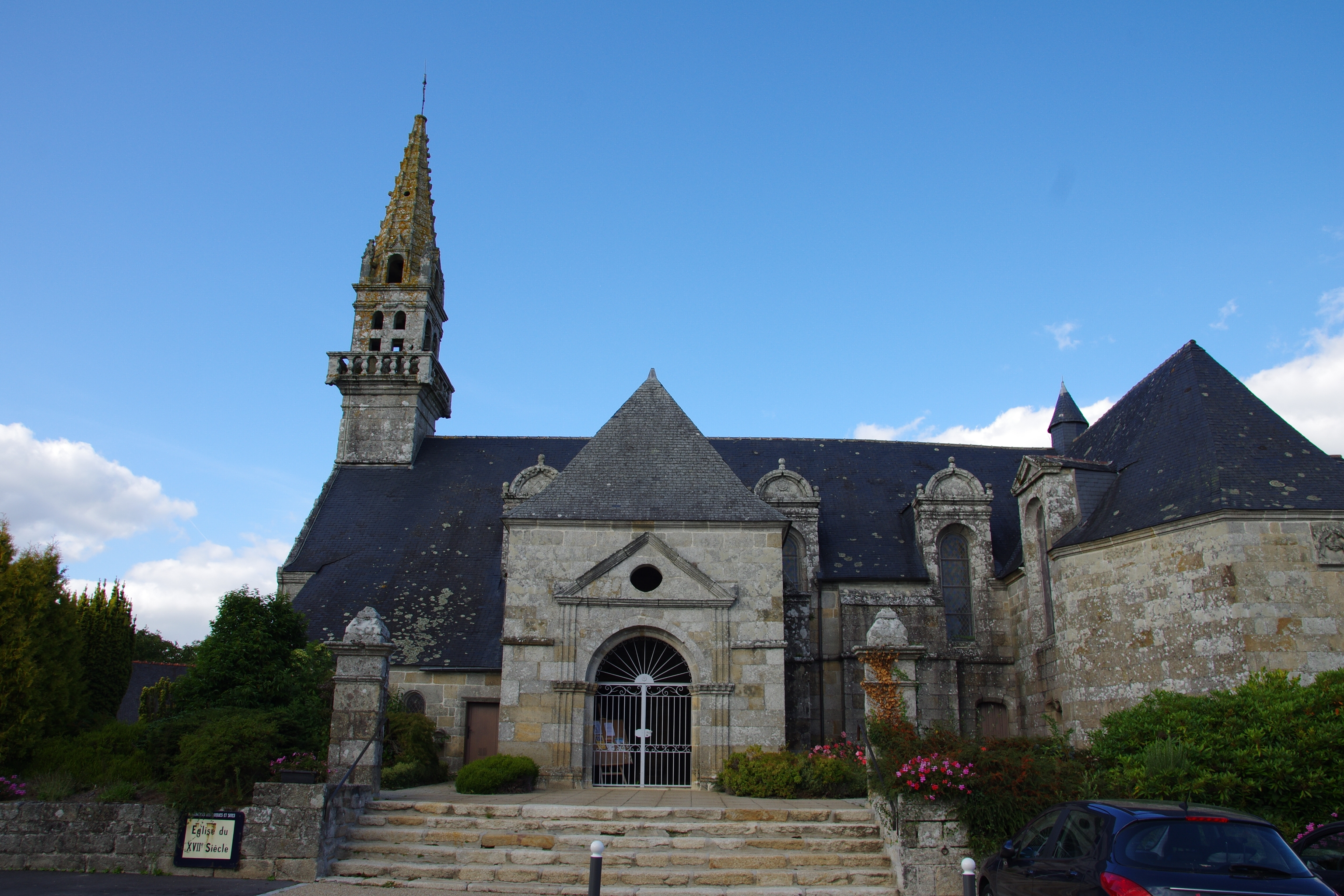
Église paroissiale Saint-Yves : façade sud.
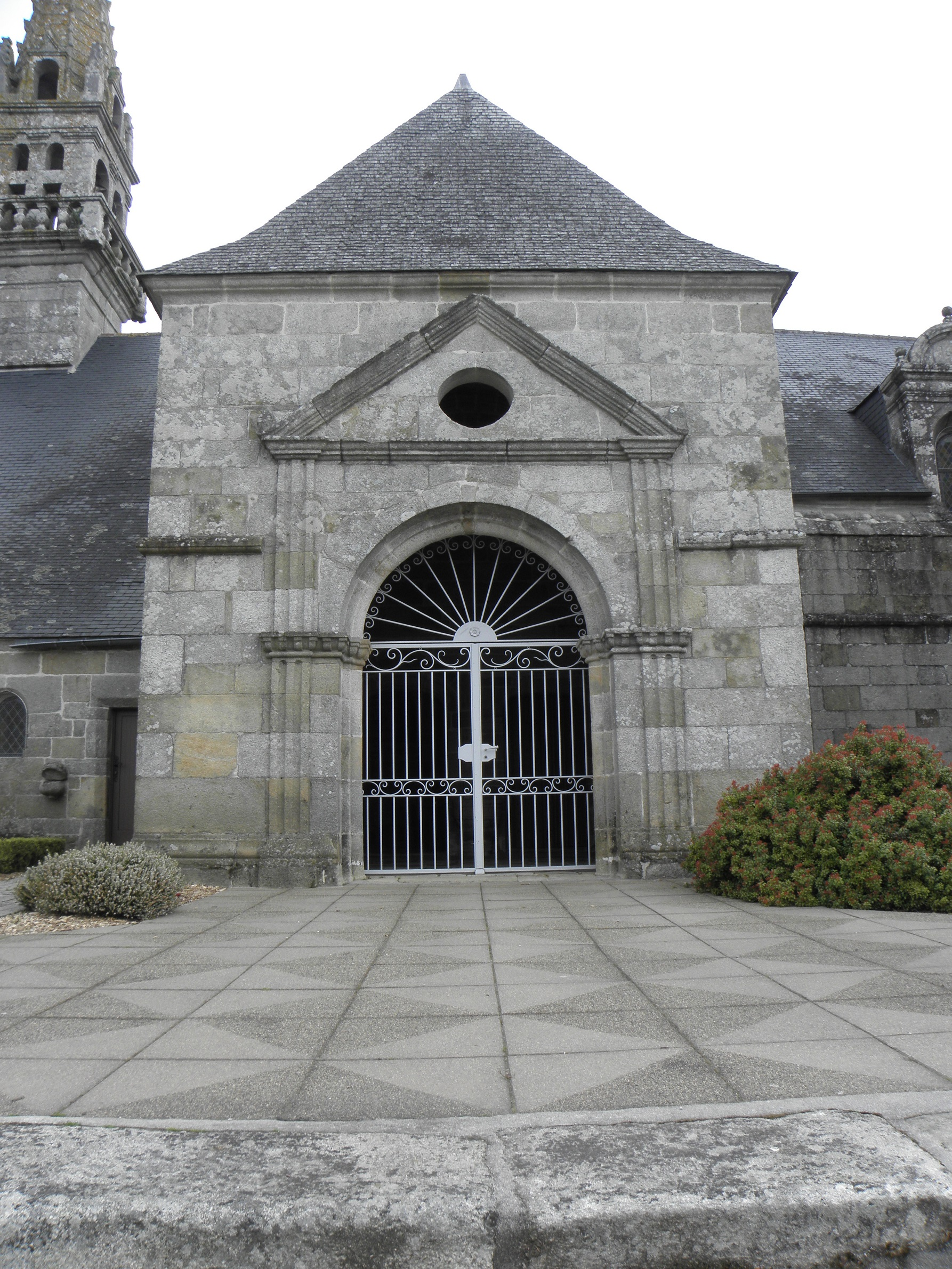
Église paroissiale Saint-Yves : porche.
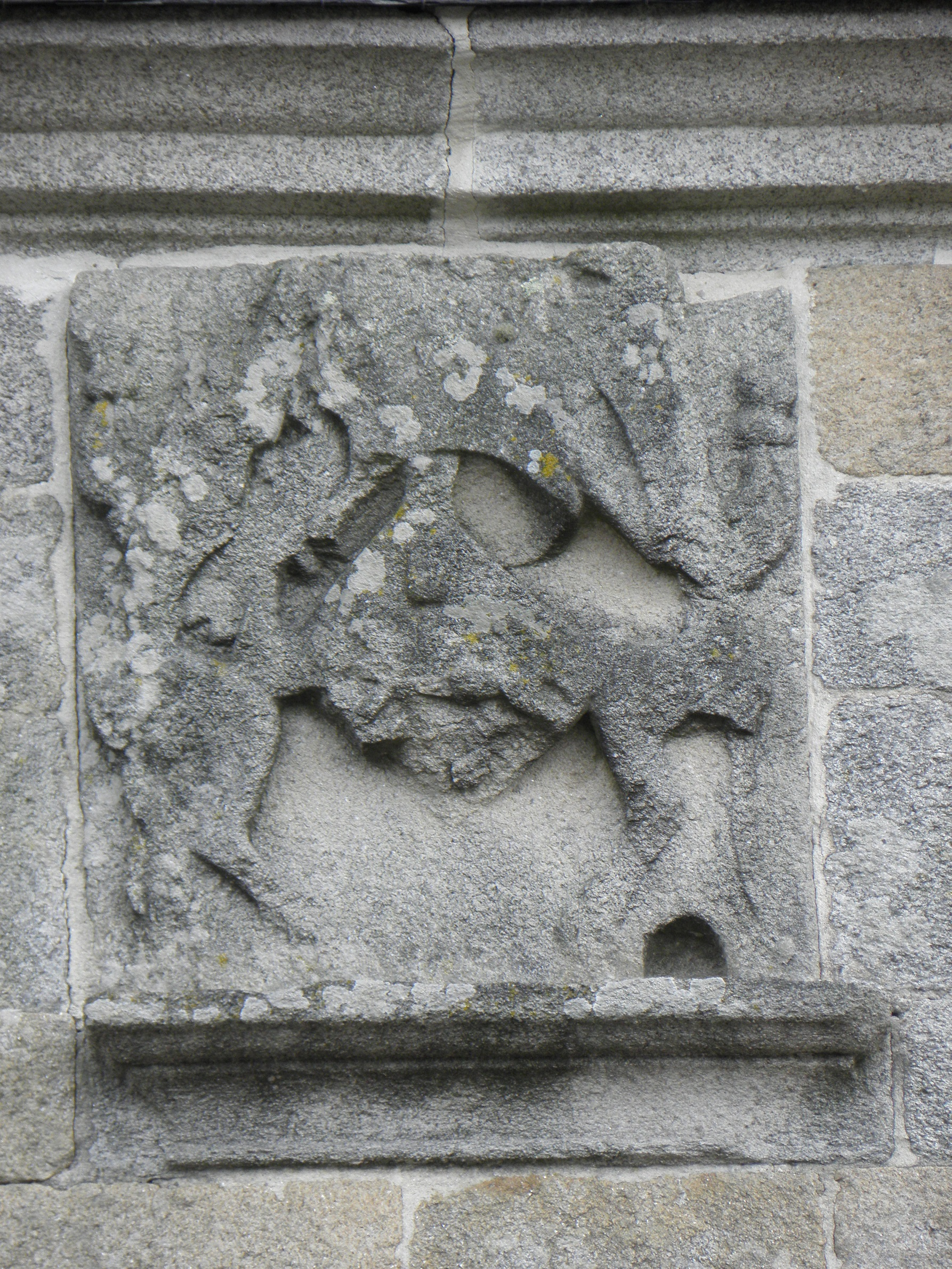
Église paroissiale Saint-Yves : armes ornant la costale sud du croisillon méridional.
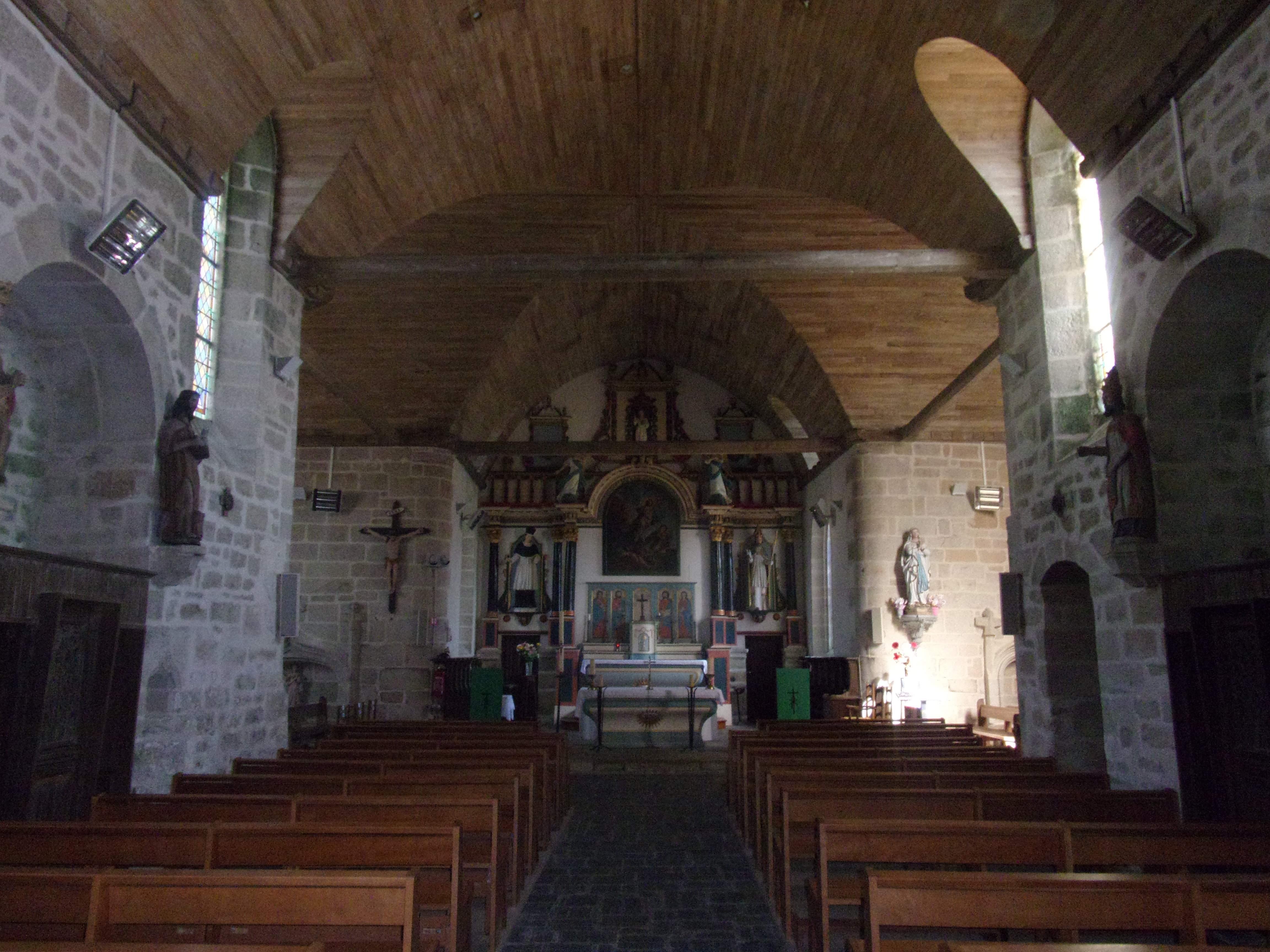
Église paroissiale Saint-Yves : vue intérieure d'ensemble.

- la chapelle Saint-Guénin est située en un lieu isolée au sud du bourg de Plouray et à proximité de la route départementale 790. La chapelle fut construite en 1658 par le recteur Yvonnic et en partie restaurée en 1966. Sa particularité se trouve à l'intérieur, puisque sa tribune est soutenue par des colonnes de granite. On peut également y admirer une huile sur toile aux dimensions imposantes représentant saint Guénin intercesseur des mères auprès de la Vierge[69].

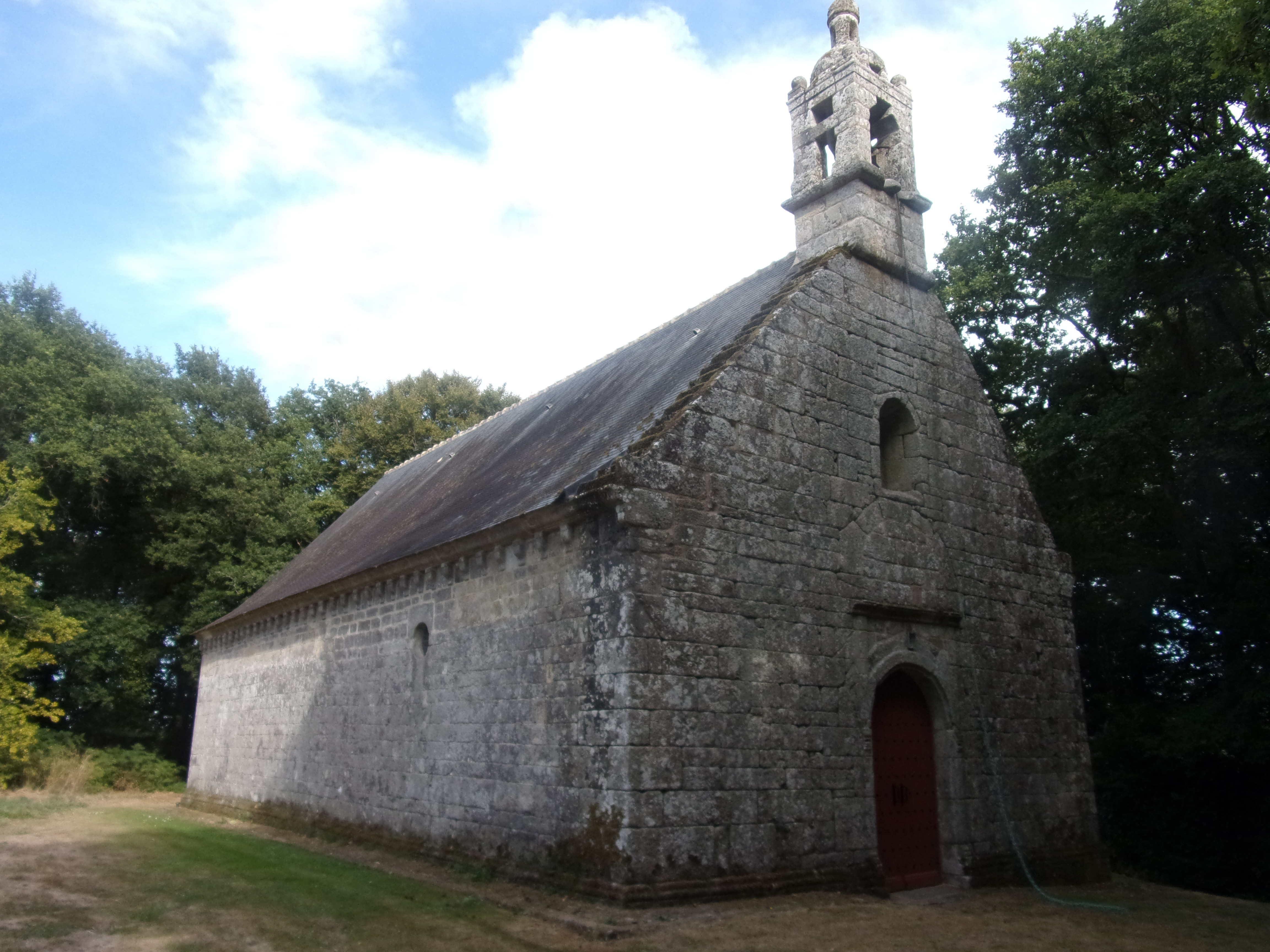
Chapelle de Saint-Guénin.

- la chapelle Sainte-Hélène et Sainte-Ursule est située dans le village de la Villeneuve Runello ; elle a été restaurée en 1951[70].

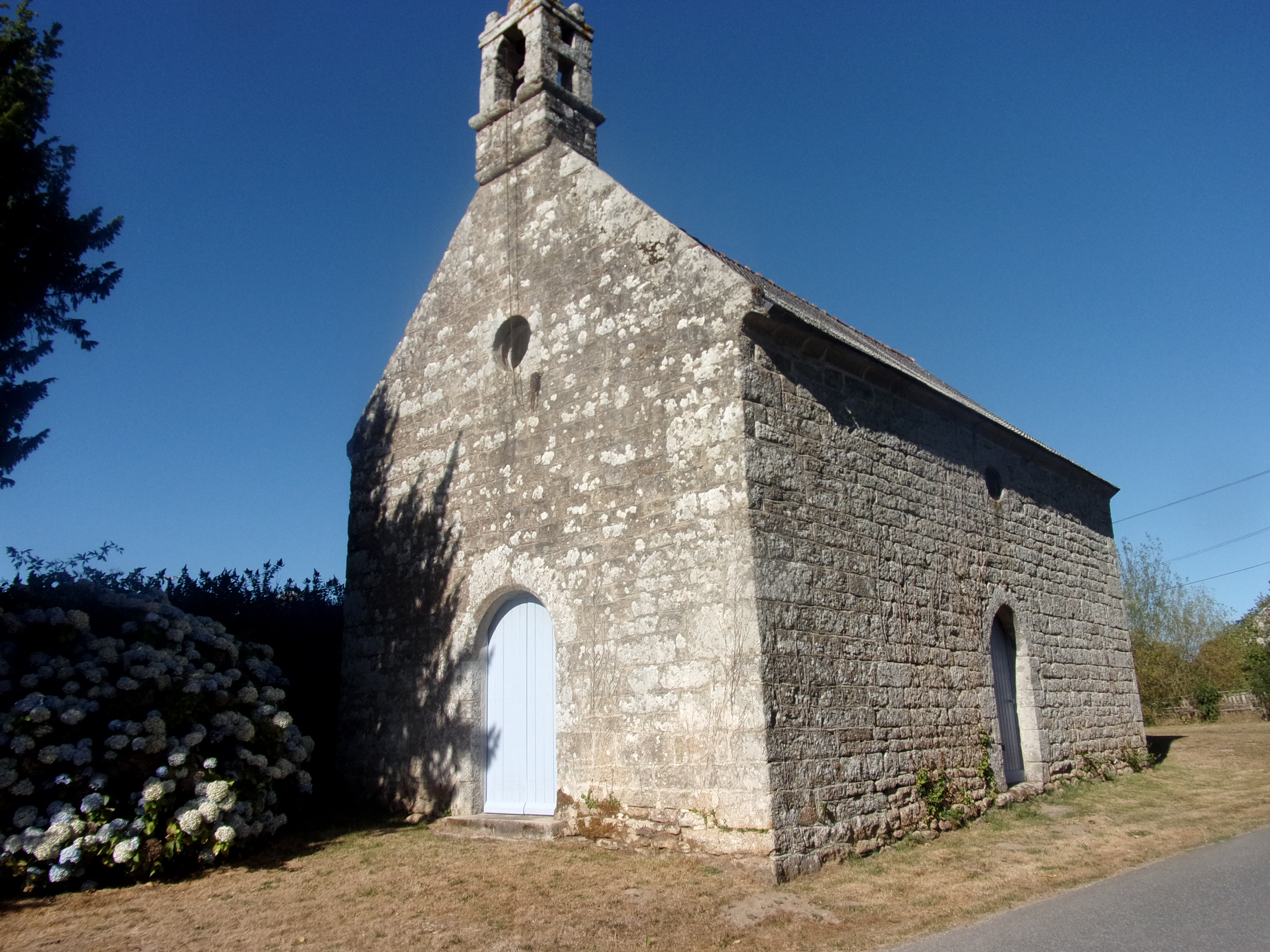
Chapelle Sainte-Hélène et Sainte-Ursule.

- la chapelle Notre-Dame date de la fin du XVe siècle ou du début du XVIe siècle ; son clocher a été restauré vers 1837[71].

- la chapelle Saint-Maudé dont il ne subsiste que des ruines ainsi que la fontaine de dévotion[72].

### Châteaux et manoirs
- le manoir de Penguilly, situé à 1,5 km au nord-ouest du bourg de Plouray, c'est une construction homogène du milieu du XVIe siècle[73]. Il est la propriété successive des familles Le Scanff, Le Grant, Bahuno, Boutiez. Le logis est constitué de deux corps accolés à un étage carré. Chaque corps est desservi par un escalier. Il possède des fenêtres à meneaux, une porte en anse de panier et un pigeonnier à une rangée de boulins sous la corniche du corps est[38]. Il est inscrit à l'inventaire général du patrimoine culturel[74]  ;

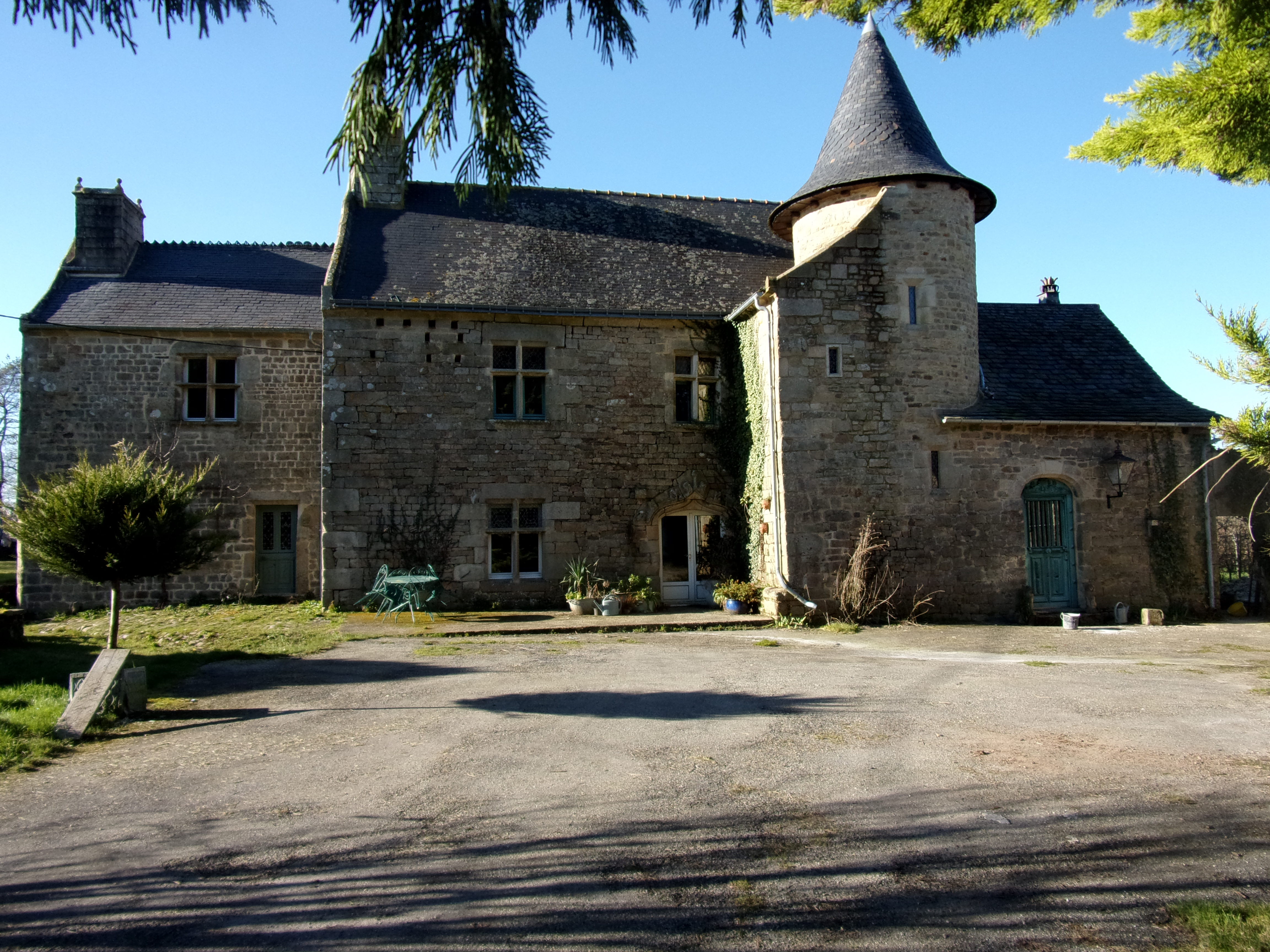
Le manoir de Penguilly, milieu du XVIe siècle.

- le manoir de Restermarch ou de Restromar, situé à un kilomètre à l'est du bourg, ce manoir est une construction de la fin du XVIe siècle ou du début du XVIIe siècle[75]. Il possède une porte à arc brisé ainsi qu'un appui de fenêtre à godrons permettant de le dater de cette époque. Propriété de la famille Le Trancher du début du XVIe siècle au XVIIIe siècle, leurs armes figurent sur le linteau de la cheminée de l'étage. Il est inscrit à l'inventaire général du patrimoine culturel en 1969[76] ;

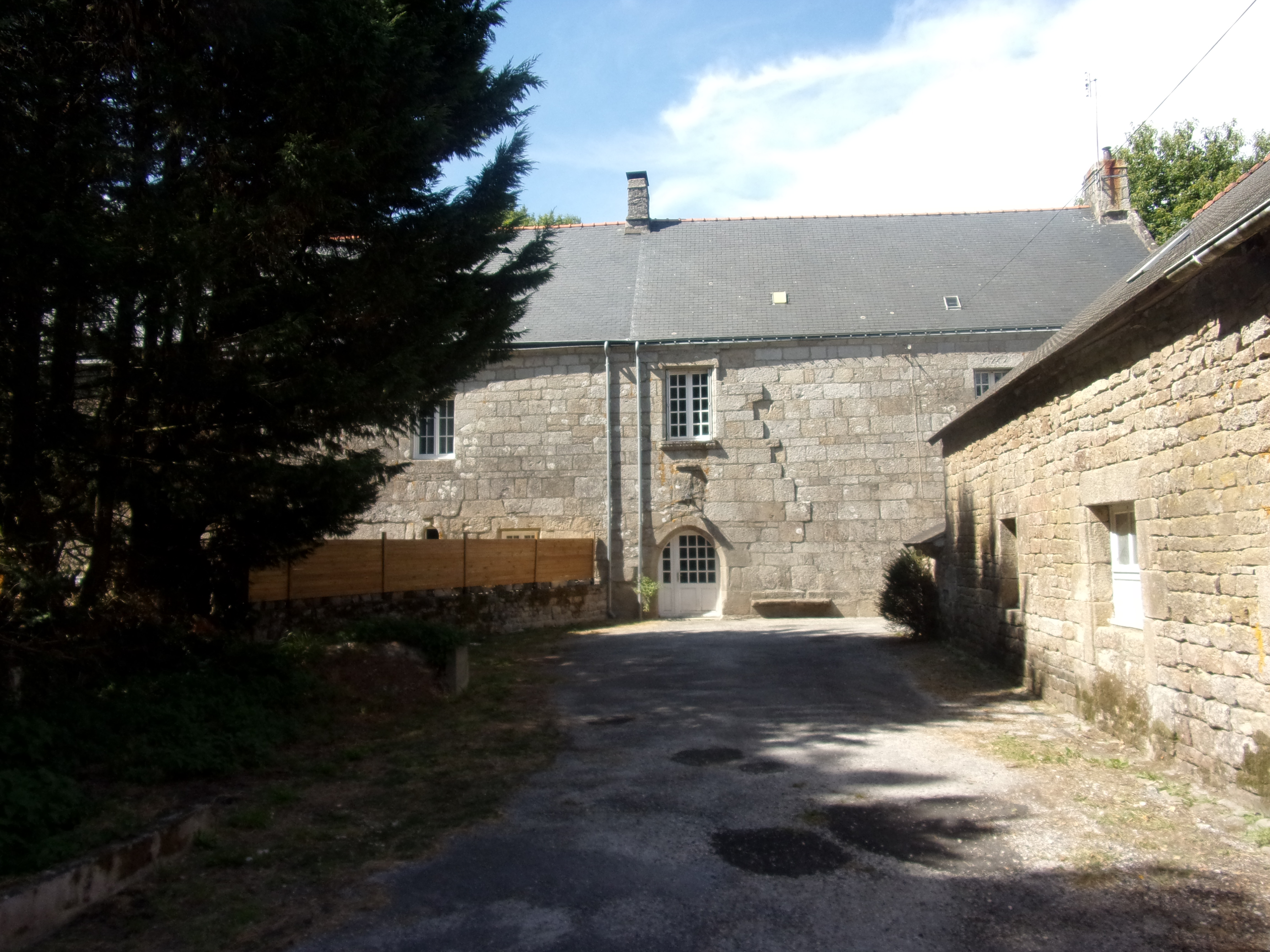
Façade du manoir de Restermarch, fin du XVIe siècle.
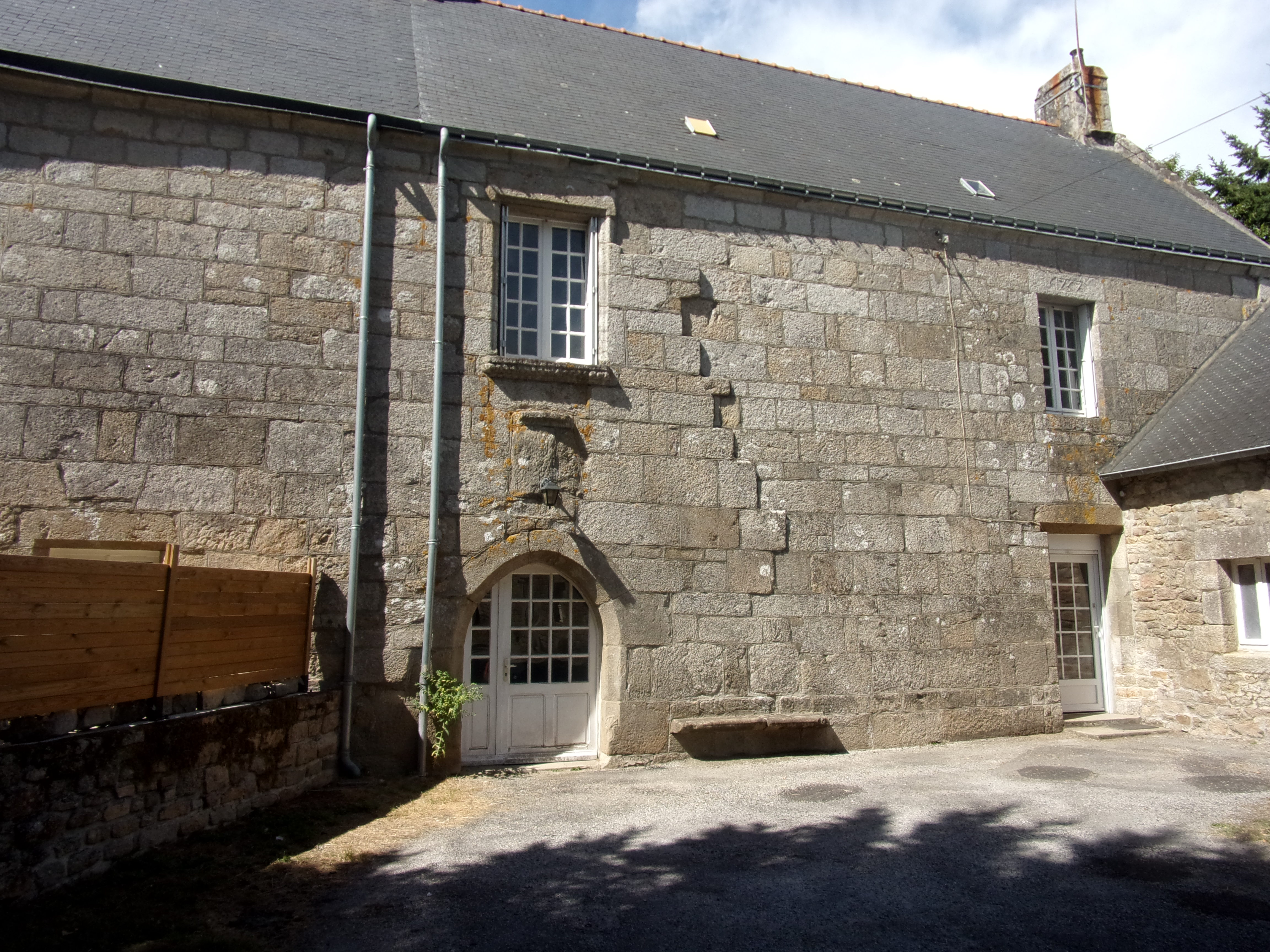
Vue rapprochée de la façade.

- le manoir de Guidfosse. Le manoir a été incendié en  1944. La chapelle a disparu et le mur d'enceinte et le portail sont écroulés. Seuls les communs subsistent[38]. Il est inscrit à l'inventaire général du patrimoine culturel[77] ;
- le manoir de Kerveno[78]. Il appartenait en 1514 à Geoffroy de Kerancourhin[38]. Il est inscrit à l'inventaire général du patrimoine culturel[79] ;
- le manoir de Stanven date du XVIIe siècle, il est inscrit à l'inventaire général du patrimoine culturel[80]. Il appartenait en 1528 et en 1541 à Jean de Saint Noay[38] ;
- le château de Kernévez : construction moderne qui fut la résidence de Mme Franchet d'Espèrey jusqu'en 1968 ; l'ancien château, disparu, datait probablement du XVIIe siècle (il avait lui-même remplacé le manoir de Kerveno, propriété au XVIe siècle de la famille Bahezre[Note 21]), mais ses communs ont été conservés et datent du XVIIIe siècle[81]. Il est inscrit à l'inventaire général du patrimoine culturel[82].

### Divers

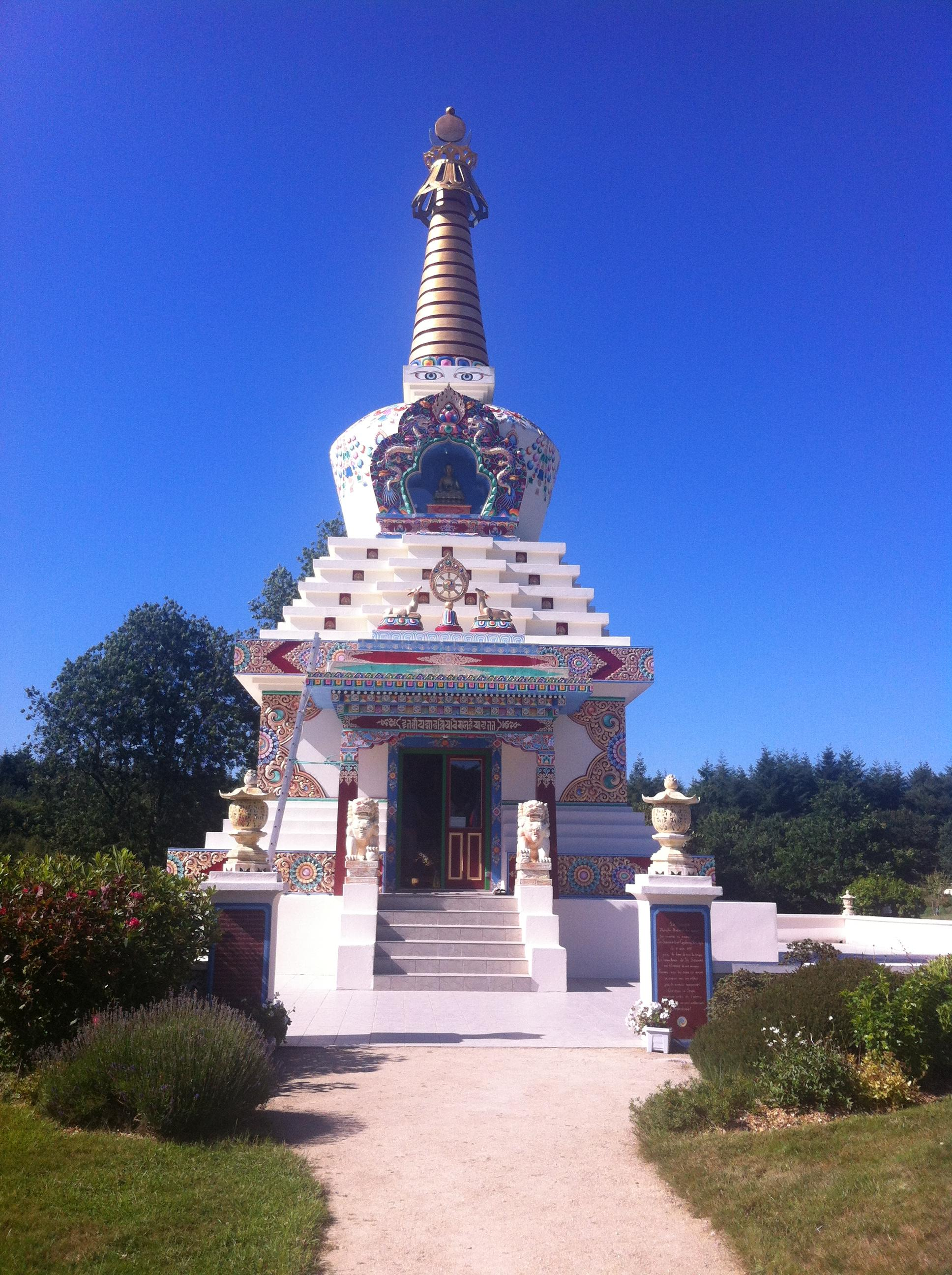
Temple du bouddhisme tibétain à Plouray.

- Un peu en retrait de l'agglomération se trouve, à l'emplacement d'une ancienne ferme, une communauté religieuse du bouddhisme tibétain ouverte à tous[83]. Lors de sa visite en France en août 2008, le Dalai Lama a visité la congrégation Pel Drukpay Tcheutsok à Plouray le 14 août, siège du Gyalwang Drukpa en Europe[84],[85]. Ce centre bouddhique a été ouvert en 1985.

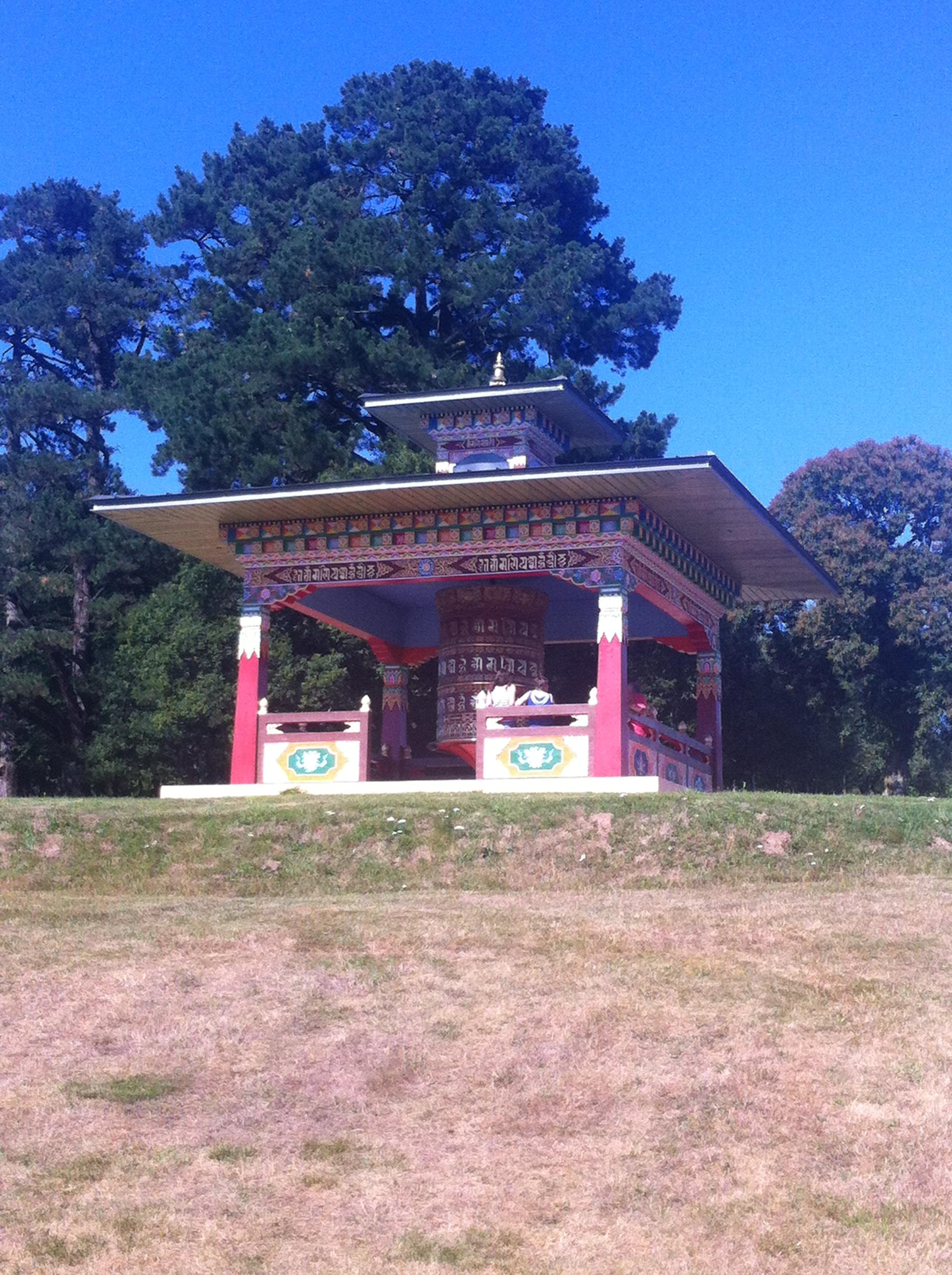
Abri du moulin à prières du centre du bouddhiste tibétain.

- Le chêne creux du village de Rosterch est considéré comme un arbre remarquable. Son âge est estimé entre 300 et 500 ans.

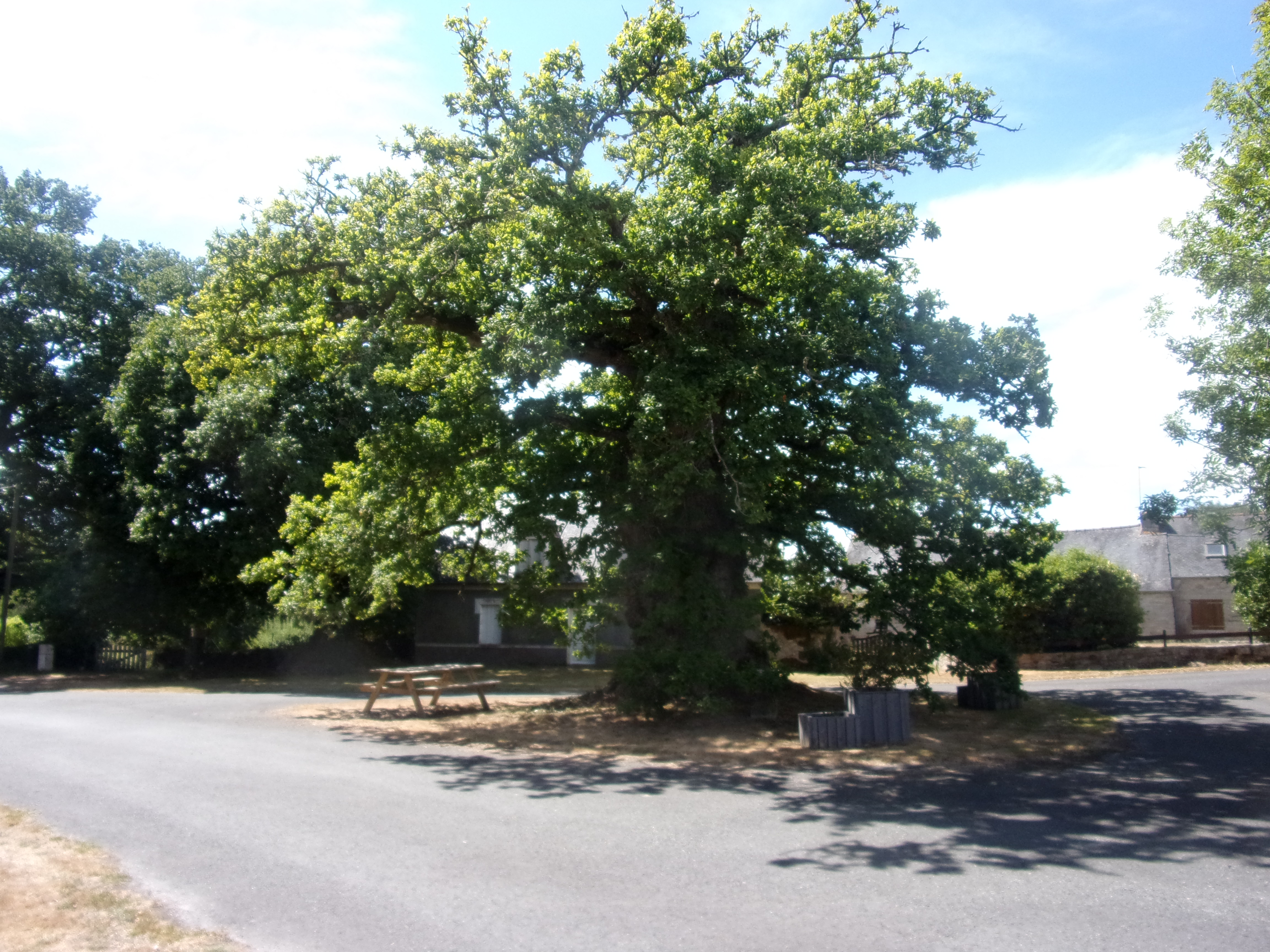
Chêne creux de Rosterch.

### Patrimoine naturel
L’ouest de la commune, en direction de Tregornan et de la Trinité fait partie du Site Natura 2000 Rivière Ellé, FR5300006.

### Héraldique
| Blason de Plouray | Blason  | D'argent au croissant de sable accompagné de trois étoiles de gueules; au chef de sable émanché de deux pièces et deux demies chargée de deux et deux demies mouchetures d'hermine d'argent, les demies mouvantes des flancs. |
| Blason de Plouray | Détails | Armes de la famille Le Trancher. Le statut officiel du blason reste à déterminer. |

## Personnalités liées à la commune
- Roque Carrion, Commandant Icare dans la Résistance.
- Dominique Carlac'h, athlète spécialiste du 400 mètres, et dirigeante d'entreprise.